# Кронштадт
Кроншта́дт (от нем. Krone — «корона» и Stadt — «город») — город-порт в России, расположенный на острове Котлин. Является единственным населённым пунктом (городом) Кронштадтского района города федерального значения Санкт-Петербурга и его внутригородским муниципальным образованием.
В 1990 году исторический центр города вошёл в список Всемирного наследия ЮНЕСКО (как составная часть объекта «Исторический центр Санкт-Петербурга и связанные с ним комплексы памятников»). В апреле 2009 года Кронштадту было присвоено звание Город воинской славы.

## Физико-географическая характеристика

### Рельеф и геологическое строение

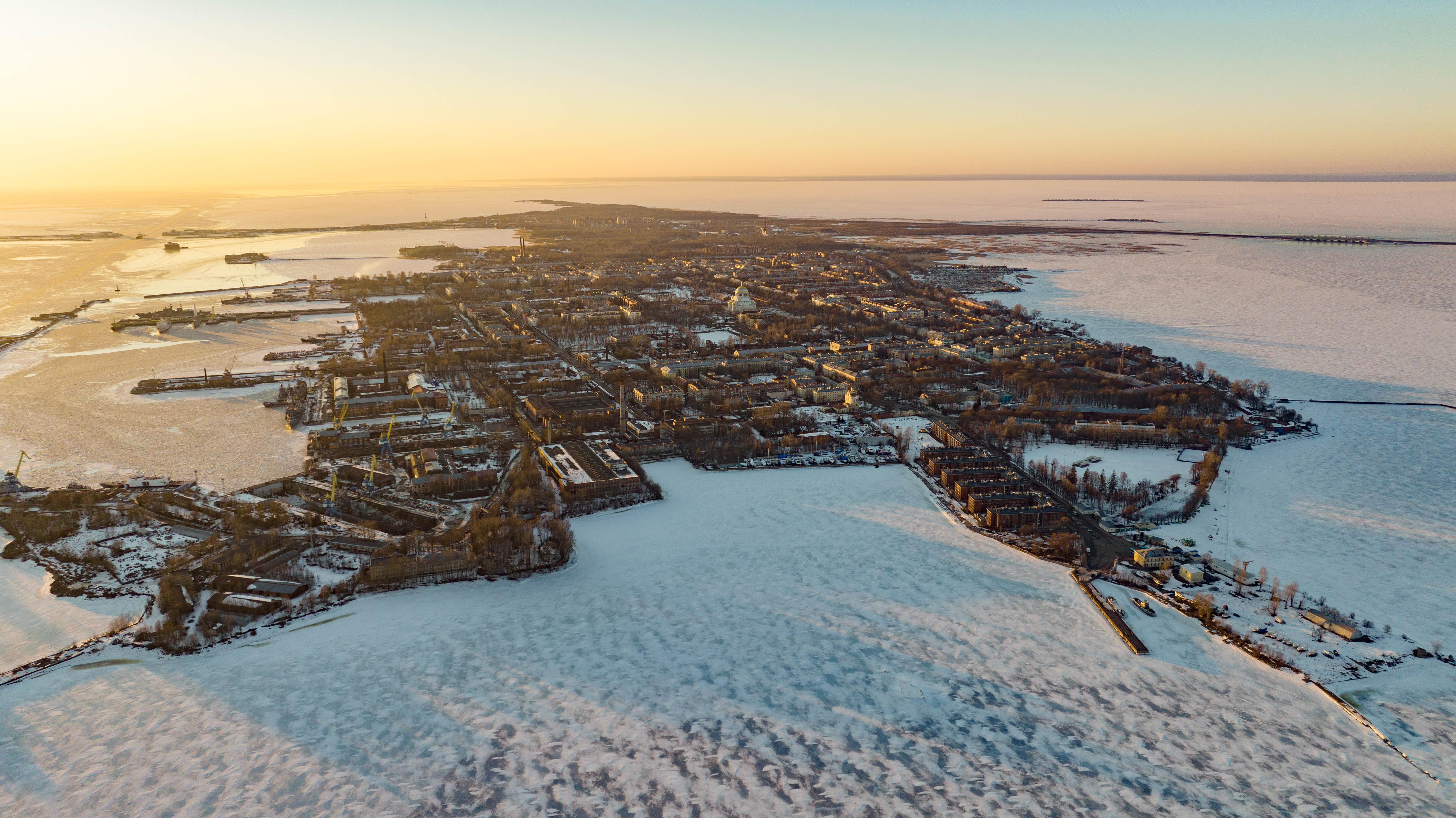
Вид на Кронштадт с воздуха в марте 2022 года

В палеозое 300—400 миллионов лет назад вся эта территория была покрыта морем. Осадочные отложения того времени — пески, супеси, глины с линзами ила или торфа — покрывают мощной толщей (свыше 200 метров) кристаллический фундамент, состоящий из гранитов, гнейсов и диабазов. Современный рельеф образовался в результате деятельности ледникового покрова (последнее Валдайское оледенение было 12 тысяч лет назад). После отступания ледника образовалось Литориновое море, уровень которого был на 7—9 м выше современного. 4 тысячи лет назад море отступило и мели Финского залива превратились в острова. Остров Котлин представляет собой размытую ледниковую морену. Длина острова 11 км, ширина около 2 км. Западная оконечность затопляется во время наводнений, восточная часть приподнята за счёт подсыпки грунта. Вокруг Котлина свыше 30 островов, в том числе 23 искусственных (основания молов и бывших фортов).

### Климат
Климат Кронштадта умеренный и влажный, переходный от морского к континентальному. Продолжительность дня меняется от 5 часов 51 минуты 22 декабря до 18 часов 50 минут 22 июня. Для города характерна частая смена воздушных масс, обусловленная в значительной степени циклонической деятельностью. Летом преобладают западные и северо-западные ветры, зимой западные и юго-западные. Климат Кронштадта аналогичен климату расположенного рядом Санкт-Петербурга. Финский залив, несмотря на мелководность, оказывает некоторое влияние на температурный режим города. Летом, особенно в августе—сентябре, средняя температура воздуха здесь немного ниже, чем в Санкт-Петербурге (на 0,5—0,8°), а зимой — выше (на 0,5—0,6°). Несколько сильнее на побережье и ветры.
| Показатель                          | Янв. | Фев. | Март | Апр. | Май  | Июнь | Июль | Авг. | Сен. | Окт. | Нояб. | Дек. | Год |
| ----------------------------------- | ---- | ---- | ---- | ---- | ---- | ---- | ---- | ---- | ---- | ---- | ----- | ---- | --- |
| Средняя температура, °C             | −5   | −5,5 | −1,6 | 4,4  | 10,9 | 15,5 | 18,6 | 17,0 | 12,3 | 6,2  | 1,0   | −2,4 | 6,0 |
| Температура воды, °C                | −0,1 | −0,1 | 0    | 1,9  | 10,0 | 16,1 | 19,3 | 18,2 | 13,1 | 7,3  | 2,1   | 0,3  | 7,3 |
| Источник: Погода и климат, esimo.ru |      |      |      |      |      |      |      |      |      |      |       |      |     |

| Показатель              | Янв. | Фев. | Март | Апр. | Май  | Июнь | Июль | Авг. | Сен. | Окт. | Нояб. | Дек. | Год  |
| ----------------------- | ---- | ---- | ---- | ---- | ---- | ---- | ---- | ---- | ---- | ---- | ----- | ---- | ---- |
| Абсолютный максимум, °C | 0,5  | 0,2  | 2,4  | 12,0 | 19,6 | 25,2 | 27,5 | 27,3 | 20,3 | 17,7 | 6,8   | 5,2  | 27,5 |
| Средняя температура, °C | 0,0  | 0,0  | 0,1  | 1,9  | 10,0 | 16,1 | 19,3 | 18,2 | 13,1 | 7,3  | 2,1   | 0,3  | 7,3  |
| Абсолютный минимум, °C  | −0,4 | −0,3 | −0,3 | −0,2 | 0,6  | 8,7  | 13,8 | 12,0 | 6,6  | 0,2  | −0,3  | −0,3 | −0,4 |

### Почвы, растительность и животный мир
На острове Котлин преобладают песчаные разнозернистые, на водно-ледниковых песках среднеподзолистые почвы. В результате интенсивной хозяйственной деятельности естественный ландшафт повсеместно уступил место антропогенному.

### Экологическое состояние
Экологическая обстановка в Кронштадте оценивается специалистами как благоприятная. Продуваемый с Балтики воздух здесь заметно чище, чем в Петербурге, застойных зон, в которых скапливались бы выбросы, в городе нет. Радиационный фон постоянно находится на контроле, превышений допустимого уровня не отмечается. Городской пляж летом открыт для купания.

## Демография
| 1862    | 1863    | 1897    | 1939    | 1959    | 1970    | 1979    | 1989    | 2002    |
| ------- | ------- | ------- | ------- | ------- | ------- | ------- | ------- | ------- |
| 43 467  | ↗48 413 | ↘44 325 | ↘38 071 | ↗40 303 | ↘39 477 | ↗40 308 | ↗45 053 | ↘43 385 |
| 2010    | 2012    | 2013    | 2014    | 2015    | 2016    | 2017    | 2018    | 2019    |
| ↘43 005 | ↗43 683 | ↘43 614 | ↗43 687 | ↗44 074 | ↗44 374 | ↗44 477 | ↘44 401 | ↘44 321 |
| 2020    | 2021    | 2023    | 2025    |         |         |         |         |         |
| ↗44 461 | ↘44 399 | ↗44 414 | ↗44 655 |         |         |         |         |         |

По данным Всероссийской переписи населения 2002 года в Кронштадте проживало 43 385 человек, из них мужчин — 47,1 %, женщин — 52,9 %.
Национальный состав
По итогам переписи населения 2020 года проживали следующие национальности (национальности менее 0,1 % и другое см. в сноске к строке «Другие»):
| Национальность | Численность, чел. | Доля     |
| -------------- | ----------------- | -------- |
| Русские        | 40 539            | 91,31 %  |
| Украинцы       | 484               | 1,09 %   |
| Татары         | 228               | 0,51 %   |
| Белорусы       | 213               | 0,48 %   |
| Таджики        | 76                | 0,17 %   |
| Армяне         | 73                | 0,16 %   |
| Лезгины        | 48                | 0,11 %   |
| Другие         | 2738              | 6,17 %   |
| Итого          | 44 399            | 100,00 % |

## История

### До появления города

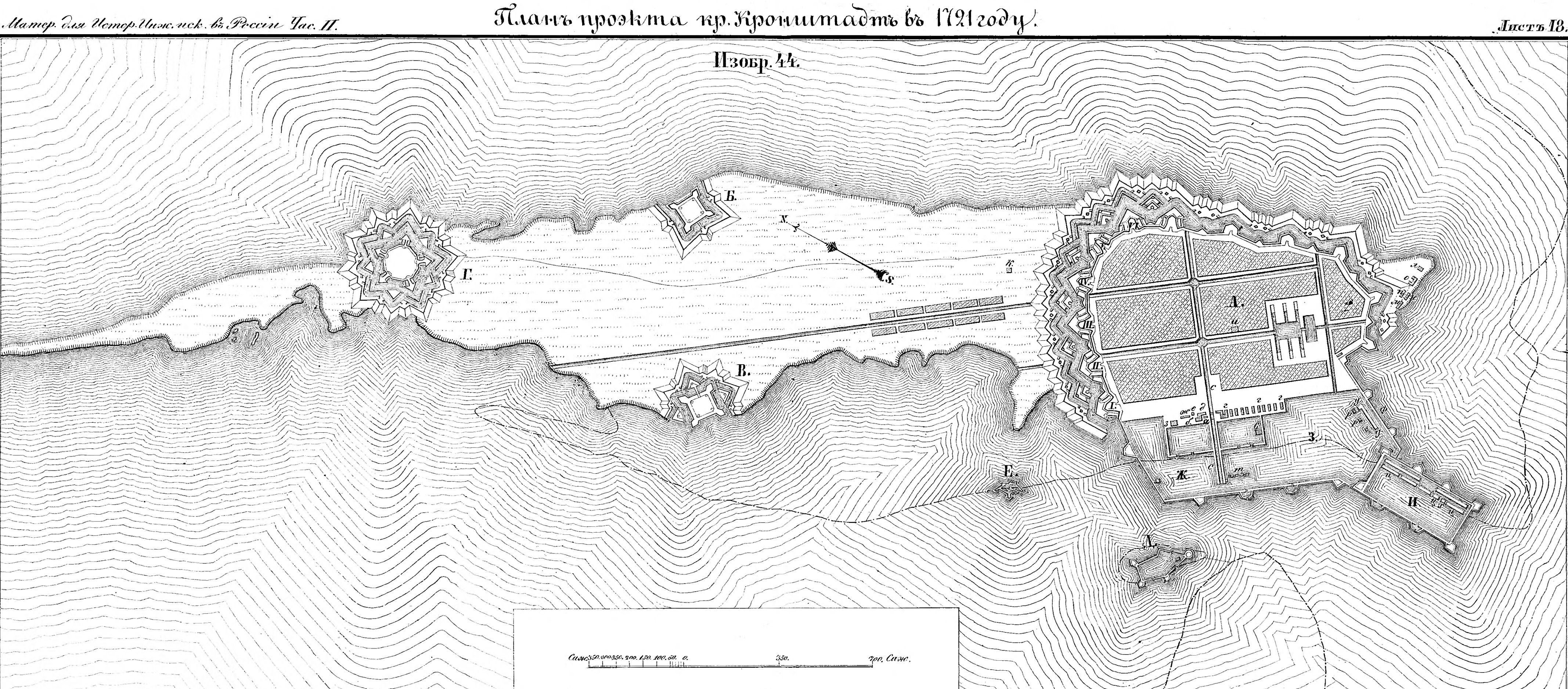
План проекта крепости Кронштадт в 1721 году

С 1323 года по Ореховскому мирному договору остров Котлин, на котором расположен Кронштадт, служил границей между Новгородской республикой, а затем Россией — с одной стороны и Швецией — с другой. 27 февраля (9 марта) 1617 года по Столбовскому мирному договору остров отошёл к шведам.
Во время Северной войны, в декабре 1702 года, посол Хилков сообщил в тайном письме из Стокгольма в Москву про остров Котлин, мимо «которого никакому судну, окроме лодок, обойтить невозможно».
В 1703 году, когда шведские корабли ушли в свои незамерзающие порты, Пётр I начал возводить на нём крепость.

### Возникновение города

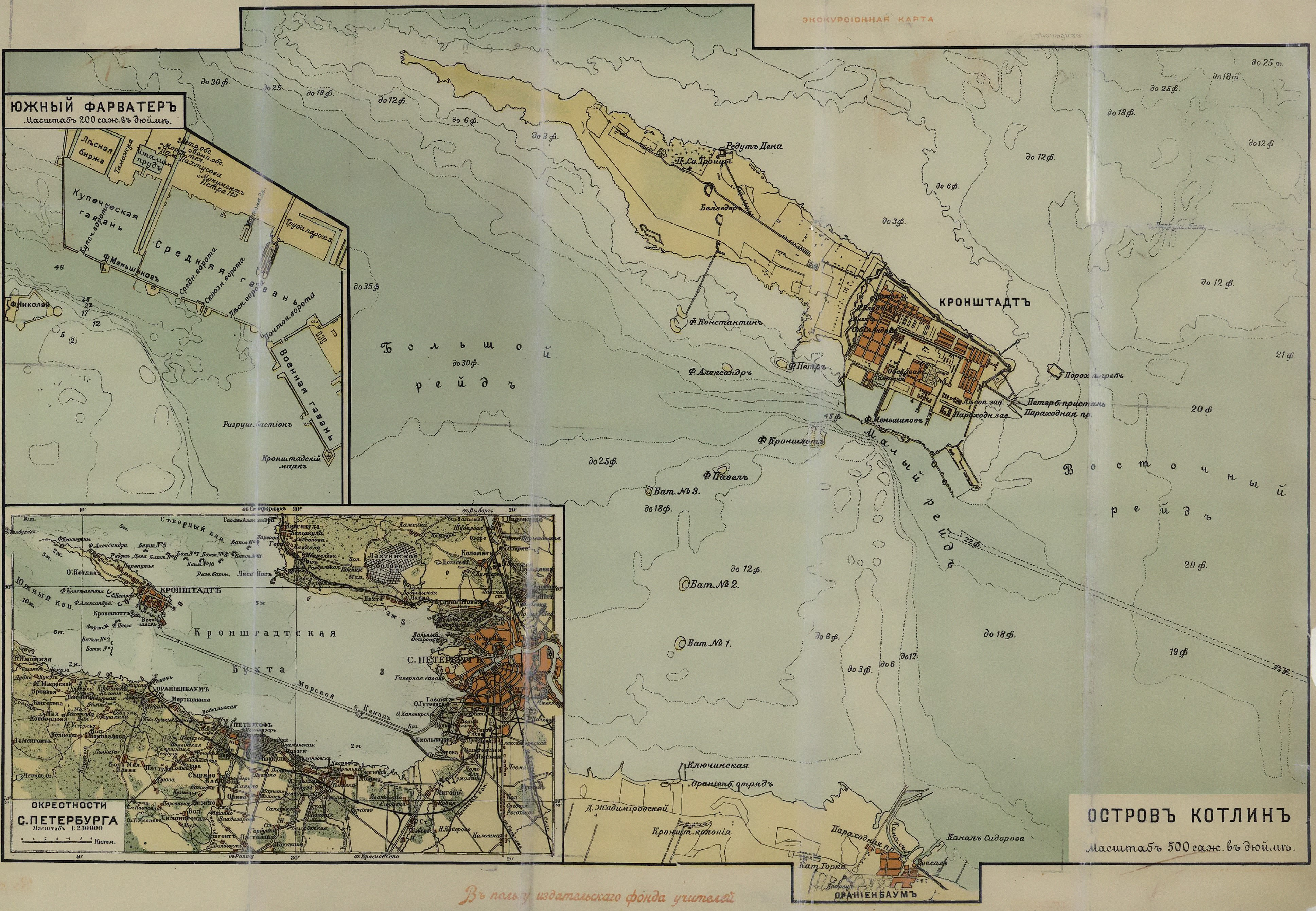
План Кронштадта и окрестностей. 1901 год

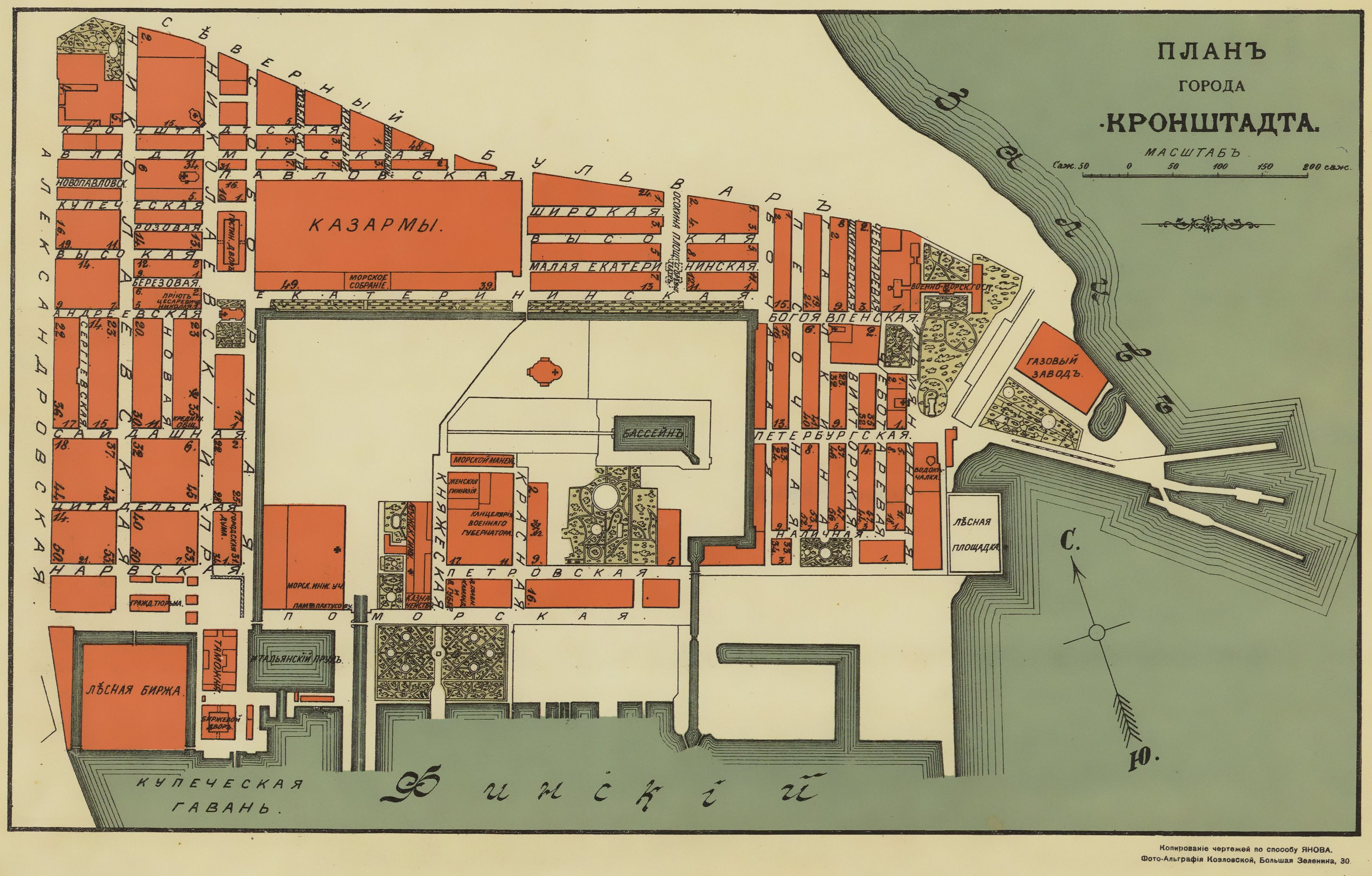
План города Кронштадта. 1913 год

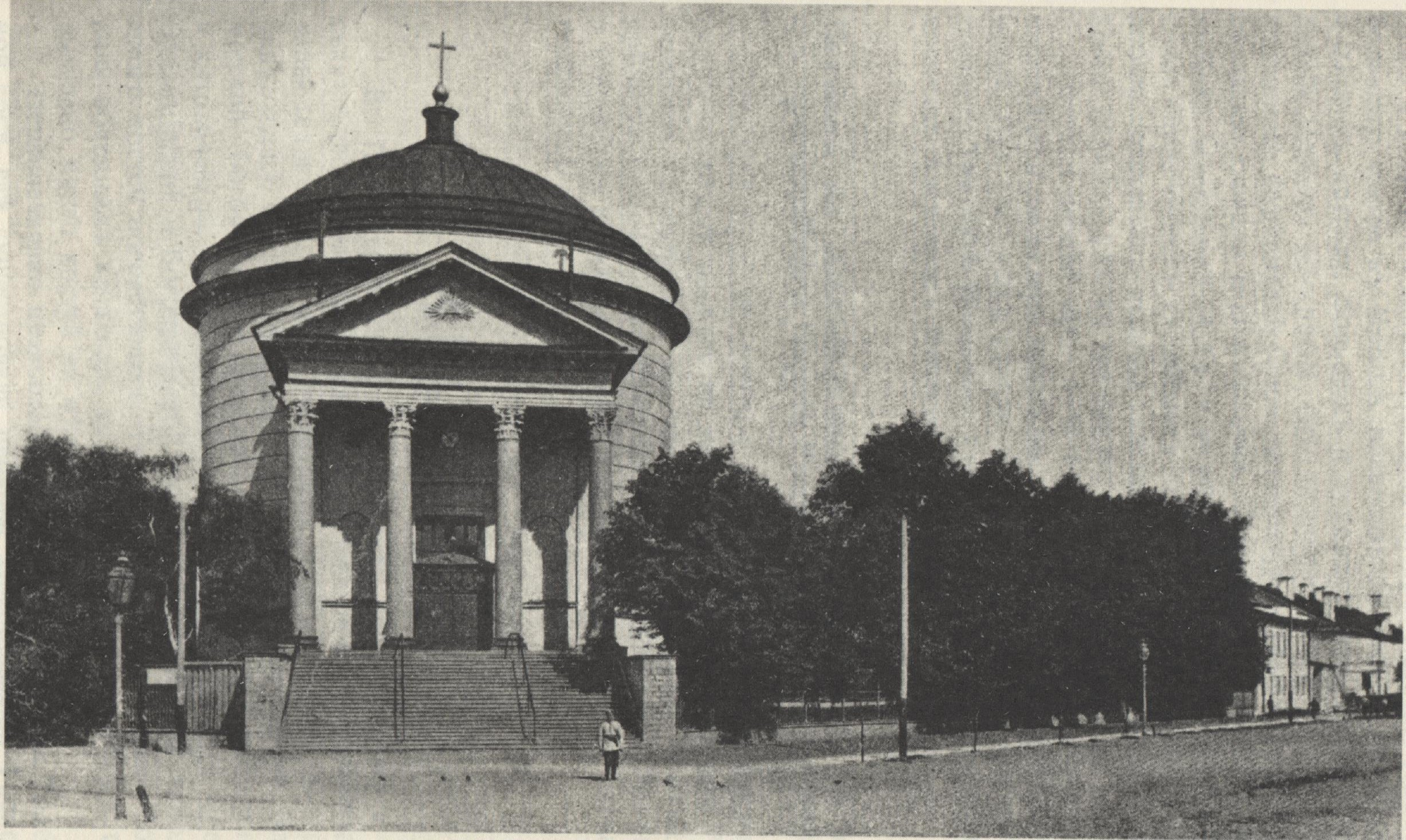
Католический храм святых Петра и Павла. 1910—1913 гг

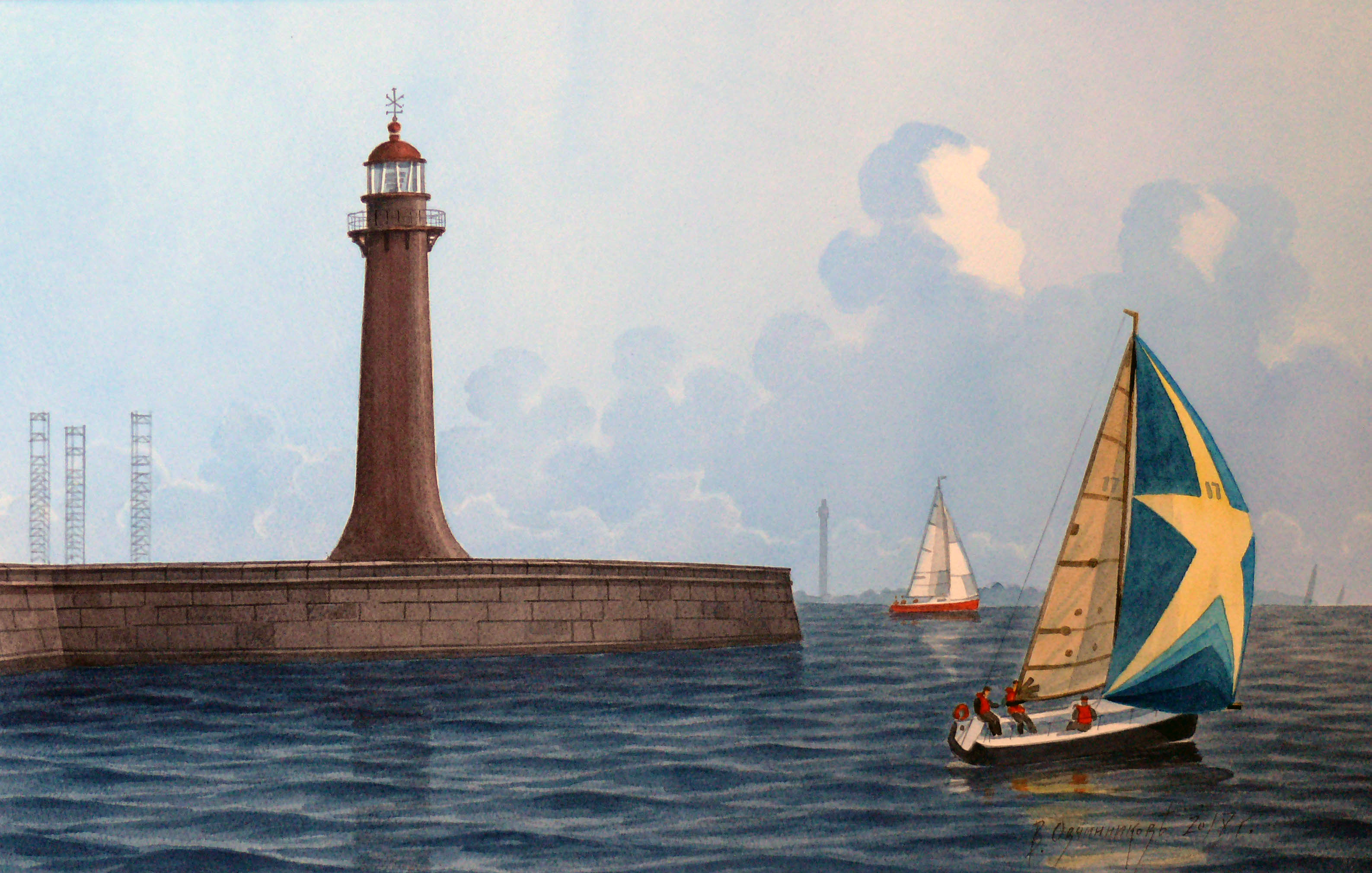
«Маяк Кронштадтский-передний» (бывш. Верхний Николаевский маяк). Южный бастион Николаевской батареи.
Картина В. И. Овчинникова

Первый форт был построен на насыпанном за одну зиму 1703—1704 годов острове, на отмели, тянущейся от материка на север и оканчивающейся вблизи острова Котлин — на краю фарватера со стороны материка: в северной части залив был слишком мелок для прохода больших судов (в чём Пётр убедился, лично проверив доложенные ему результаты замера глубин). Для возведения форта на льду из хвойных пород дерева сколачивались ряжи, вокруг них прорубались проруби (майны), после чего заполнявшиеся камнями ряжи опускались под своей тяжестью на дно, создавая основу для насыпи. Возведя затем на острове и на берегу по форту, Пётр создал надёжный заслон. Работа проходила в напряжённом темпе, и уже на следующую весну шведы, открывая навигацию, с удивлением обнаружили в заливе, который они ещё недавно считали своим, откуда ни возьмись появившуюся крепость, отныне закрывшую им подход к Невской губе.
7 (18) мая 1704 года крепость была освящена и названа Кроншлот (нидерл. Kronslot — коронный замо́к). Этот день и считается датой основания города Кронштадта, а архитектором крепости является Доменико Трезини. Расположение Кроншлота оказалось настолько удачным, что за всю его историю (и Кронштадта впоследствии) мимо него не прошло ни одно неприятельское судно. В летние кампании 1704 и 1705 годов крепость совместно с флотом дважды успешно выдержала оборону от шведского флота.
В 1706 году крепость была дополнена Александр-шанцем в западной оконечности острова. В Кронштадт на постоянное место жительство переселяли дворян, купцов с семьями и многочисленных работных людей. В это время были возведены трёхэтажный дворец Петра I (сгорел в конце XVIII века) и дворец А. Д. Меншикова.
В 1717 году на острове был основан морской госпиталь.
7 (18) октября 1723 года на острове Котлин в торжественной обстановке состоялась закладка Петром I крепости Кронштадт, «…которая заключала бы в себя весь город и все портовые сооружения, и служила бы делу обороны со всех сторон». Тогда же и город на острове Котлин был назван Кронштадтом, что означает «коронный город».
С 1720-х Кронштадт стал главной военно-морской базой Балтийского флота. В 1724 году сооружён форт-остров «Цитадель». В 1723—1747 годах построена дерево-земляная крепость, окружающая Кронштадт с моря и суши.
В январе 1733 г. при морском госпитале открылась госпитальная лекарская школа — первое военно-морское медицинское учебное заведение страны.
После катастрофического пожара 23 июля 1764 года Кронштадт восстанавливался по генеральному плану, составленному архитектором С. И. Чевакинским. В 1783 году Екатерина II хотела перевести адмиралтейство из Санкт-Петербурга в Кронштадт; комплекс зданий Кронштадтского адмиралтейства был построен в 1780—1790-х годах по проектам архитекторов М. Н. Ветошникова, В. И. Баженова и Ч. Камерона. Павел I отменил этот проект. В 1802 году открылось Морское офицерское собрание, ставшее центром культурной жизни Кронштадта.
В 1789 году был построен казённый Кронштадтский чугунолитейный завод, входивший до 1827 года в состав Олонецких горных заводов. В начале 1800-х количество мастеровых доходило до 190 человек.
Вот как описывает Кронштадт И. Г. Георги в 1794 году:

«§ 1163. Город занимает наиболее к востоку находящуюся часть острова, велик, с множеством хороших домов, церквами, публичными зданиями; но ради великого числа малых домов, пустых мест, немощёных, часто грязных улиц и прочего не имеет хорошего вида. Оный многолюден и имеет также Немецкую и Английскую церковь, содержит не более 204 записанных мещан; прочие жители принадлежат по большей части к флотскому штату, к таможне, и многие суть не постоянные и на время токмо поселившиеся жители. 
§ 1163. Военный порт по заложению и нынешнему состоянию оного чрезвычайно достопамятен… Он болверками и т. п. укреплён и содержит славный канал Петра Великого и корабельные доки… Подле канала находятся доки, в коих 10 и более кораблей вдруг починивать можно. Для впускания и выпускания кораблей имеются при оных шлюзы.».
Значительная часть построек Кронштадта, порта и крепости была разрушена в результате наводнения 1824 года. Для руководства работами по восстановлению города был создан Комитет об устройстве Кронштадта. В результате деятельности Комитета были сооружены Гостиный двор (1833—1835), комплекс военно-морского госпиталя (1830—1840-е), Морской артиллерийский арсенал (1832—1836) и другие. В 1858 году завершено строительство Пароходного завода (теперь Кронштадтский морской завод).

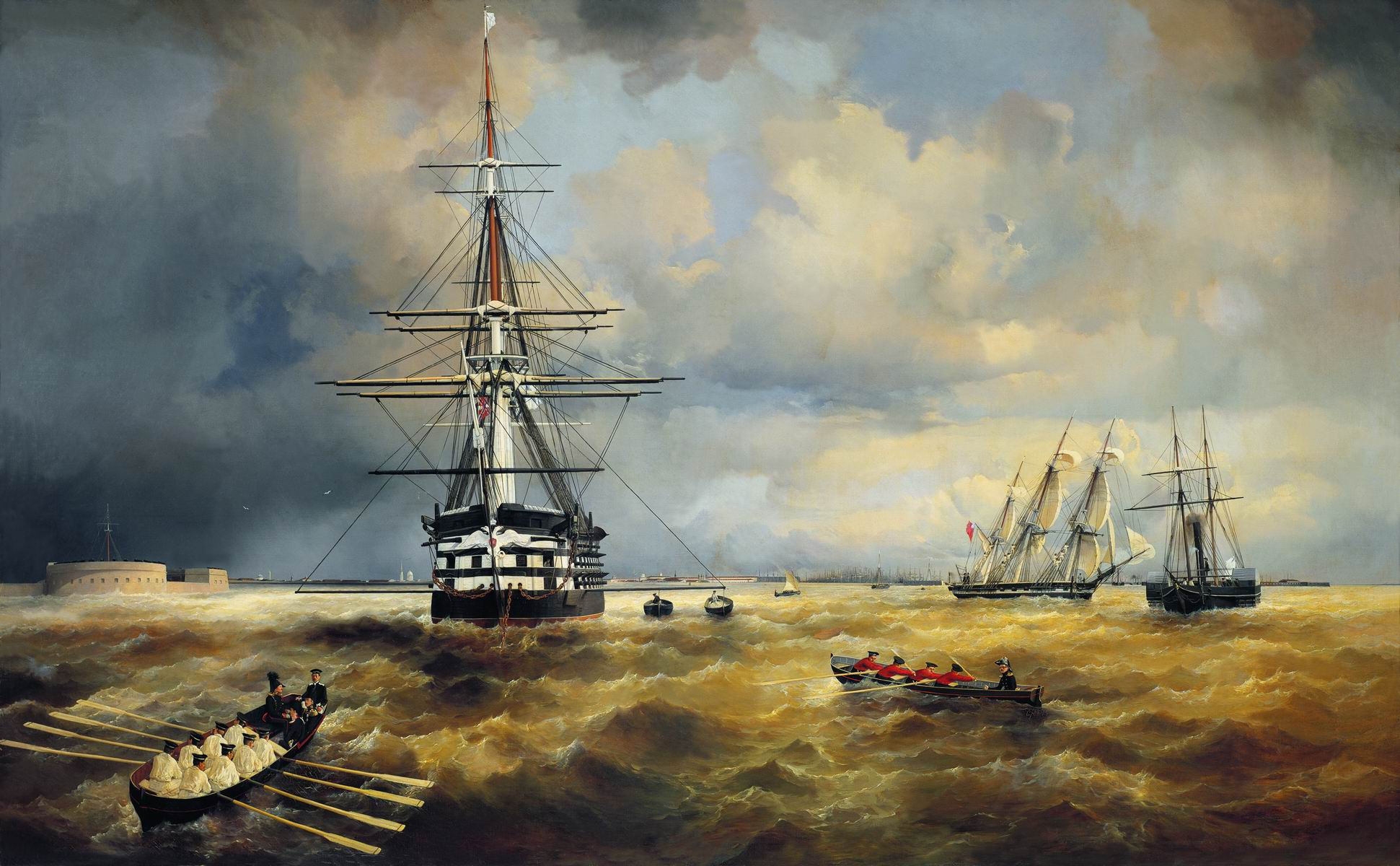
Кронштадтский рейд. И. К. Айвазовский, 1840 год

В 1840 году при Кронштадтском морском госпитале была сформирована Военно-фельдшерская школа.

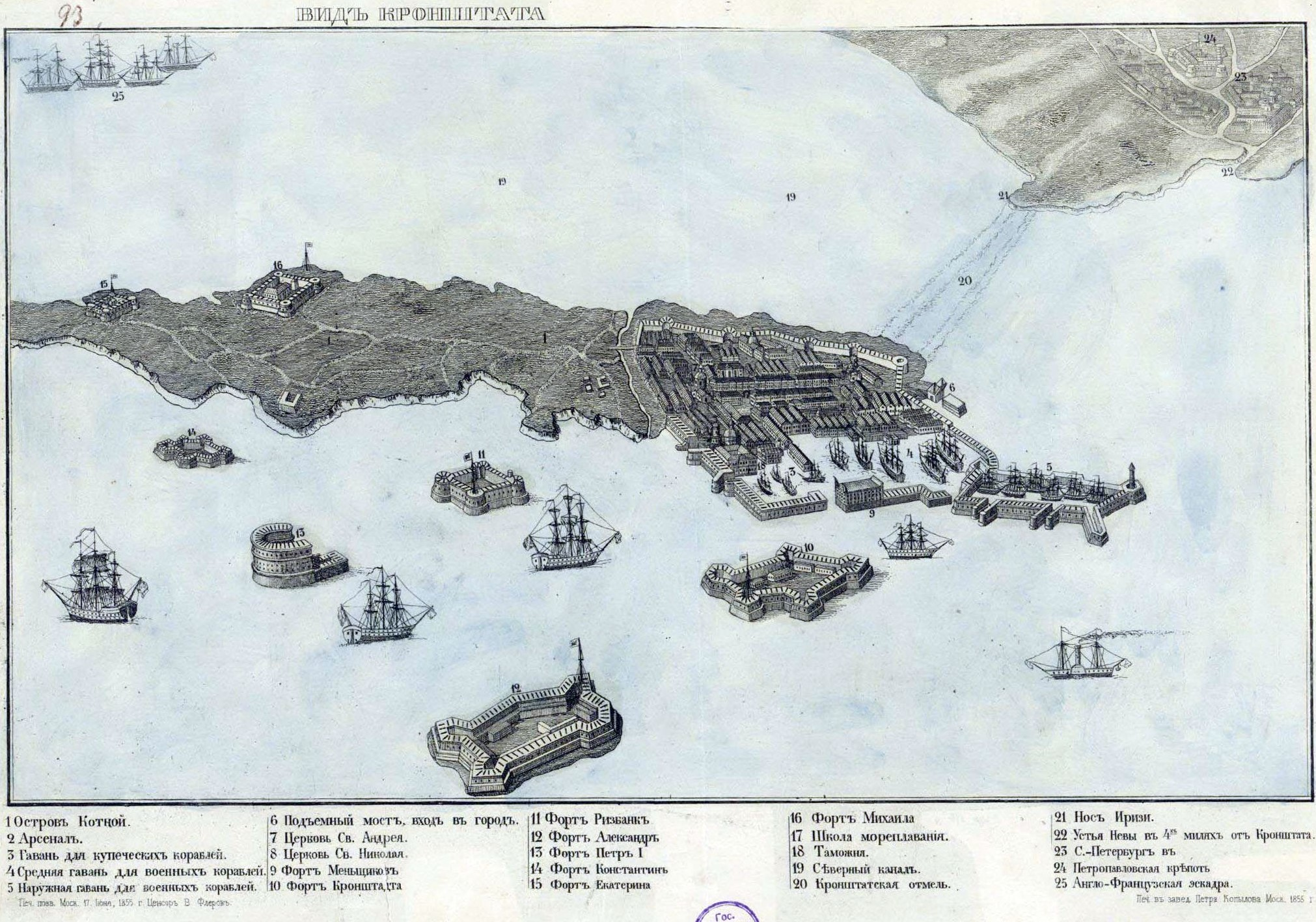
Вид Кронштадта во время Крымской войны. Рисунок 1855 года

Во время Крымской войны англо-французская эскадра, посланная в Финский залив, 27 мая 1855 года попала под обстрел батарей Кронштадта и более не пыталась атаковать крепость и Санкт-Петербург.
В 1861—1888 годах Кронштадтская крепость была перестроена по проекту военного инженера Э. И. Тотлебена.
2 ноября 1874 года здесь были учреждены Минный офицерский класс и Минная школа. 13 июля 1891 года в Кронштадт с официальным визитом пришла французская эскадра.

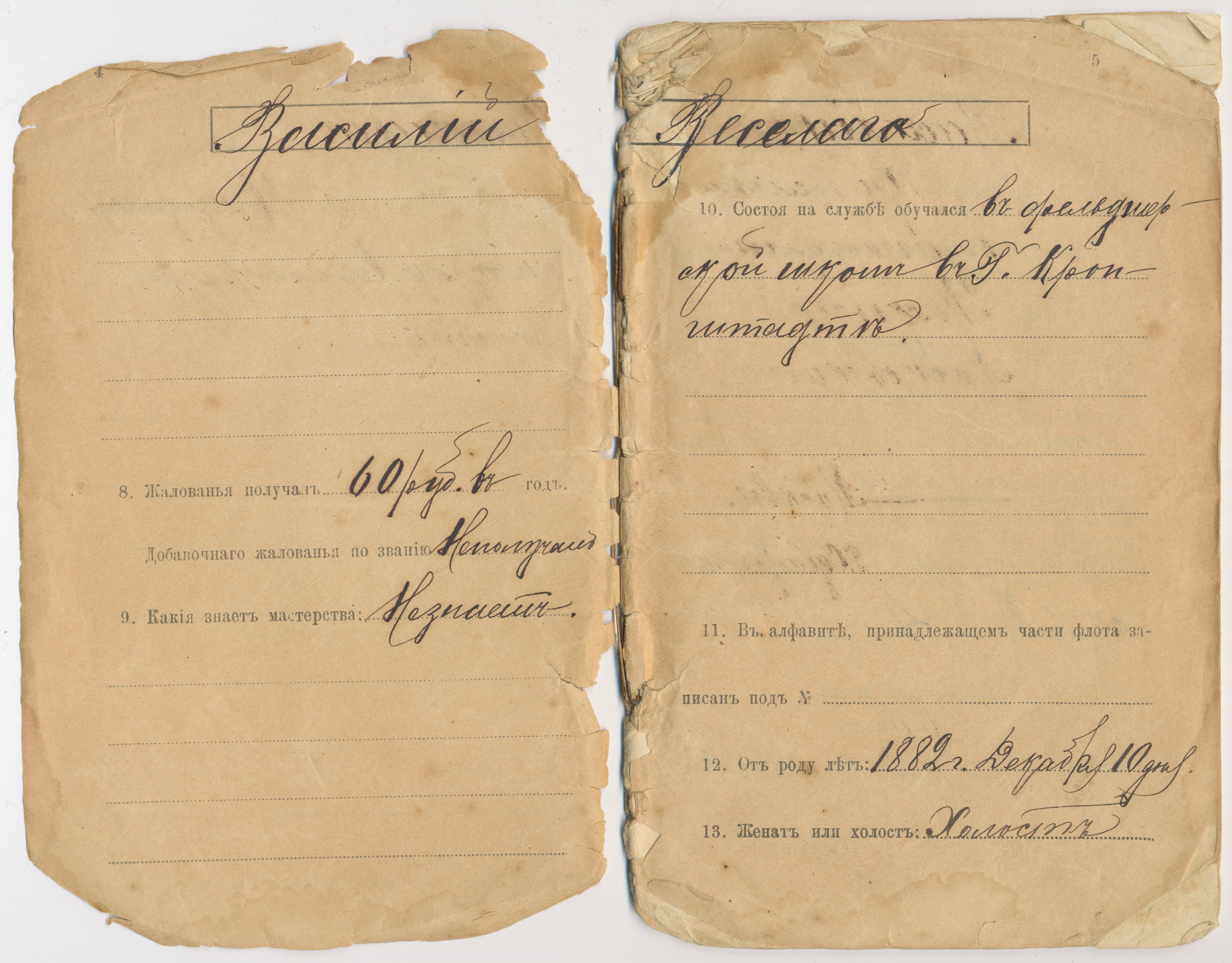
Ополченский билет № 6307 1901 года с записью, свидетельствующей об обучении в Фельдшерской школе Кронштадта

В октябре 1905 года в Кронштадте вспыхнуло восстание, в котором принимали участие около трёх тысяч матросов и 1,5 тысяч солдат. 26 октября город фактически оказался в руках восставших, однако отсутствие руководства и дисциплины привело к погромам винных складов, магазинов и жилых домов. 27 октября прибывшие из Санкт-Петербурга и Ораниенбаума войска подавили восстание. В результате с обеих сторон 22 человека убиты или умерли от ран, около 100 человек ранены, около трёх тысяч участников восстания арестованы (девять человек приговорены к различным срокам каторги, 67 человек — к различным срокам тюремного заключения).

### Гражданская война
17 февраля 1918 года сюда из Гельсингфорса и Ревеля по инициативе и под командованием капитана первого ранга А. М. Щастного было начато перебазирование Балтийского флота («Ледовый поход»). Кронштадт стал главной базой советского флота в борьбе против английского флота в Финском заливе в 1919 году.
В годы гражданской войны в июне-сентябре 1919 года подвергался ударам британской авиации (зафиксировано свыше 20 налётов, в которых 1 самолёт был сбит зенитным огнём), прямых попаданий в корабли и береговые объекты флота не зафиксировано. Небольшие повреждения получили промышленные предприятия и жилые дома, наиболее трагическим стал налёт 1 августа, когда бомба упала в Летний сад во время народных гуляний (погибло 11 и ранено 12 человек). 18 августа 8 английских торпедных катеров напали на Кронштадт, причинив тяжёлые повреждения линкору «Андрей Первозванный» и плавбазе «Память Азова», но в свою очередь потеряв от огня эсминца «Гавриил» три катера.

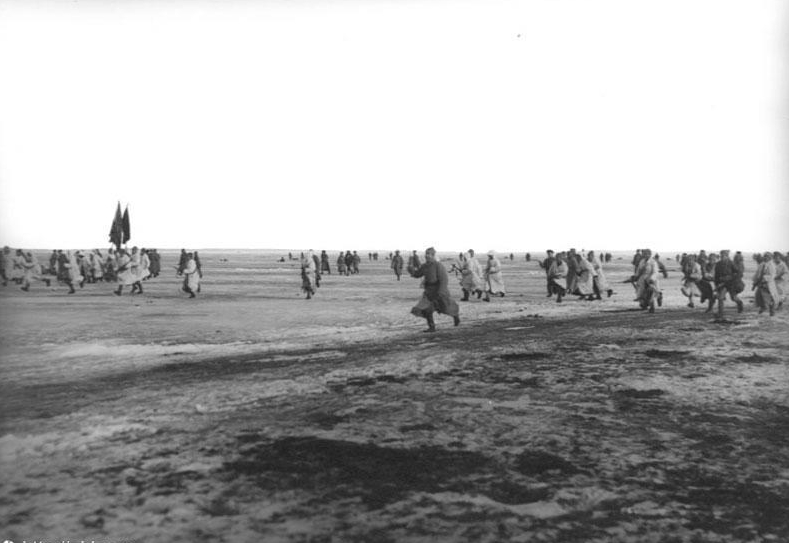
Красная армия атакует Кронштадт в марте 1921 года

28 февраля 1921 года оказалось, что на выборах в местные советы не прошли члены большевистской партии. Это событие было квалифицировано в Москве как «Кронштадтский мятеж». 7 марта 1921 года войска под командованием Михаила Тухачевского начали обстреливать Кронштадт, бескровно восставший против большевиков. Среди требований восставших: обеспечение свободных перевыборов Советов, свобода слова и печати для рабочих и крестьян, свобода собраний, профсоюзов и объединений крестьян, освобождение политзаключённых, реализация лозунга «землю — крестьянам», разрешение кустарного производства собственным трудом.
Участник восстания С. Петриченко позднее писал: «Стоя по пояс в крови трудящихся, кровавый фельдмаршал Троцкий первый открыл огонь по революционному Кронштадту, восставшему против власти коммунистов для восстановления подлинной власти Советов». Тем не менее это восстание заставило Ленина перейти к Новой экономической политике (НЭП) и отменить практику военного коммунизма.
С весны 1922 началось массовое выселение жителей Кронштадта с острова.
В 1925—1926 годах в городе были закрыты два лютеранских храма (св. Елизаветы и св. Николая).
1 августа 1927 года город Кронштадт был отнесён к категории городов областного подчинения Ленинградской области.
3 декабря 1931 года город Кронштадт был передан в подчинение Ленинграду.

### Великая Отечественная война

Линии фронта на 21 сентября 1941 года

22 июня 1941 в начале четвёртого часа утра наблюдатели на фортах и на кораблях обнаружили группу чужих самолётов. 19 бомбардировщиков летели к Котлину с севера. Немецкие самолёты ушли, сбросили магнитные мины на внешнем рейде в стороне от Кронштадтского корабельного фарватера и в Ленинградский морской канал. Несмотря на полученное заранее предупреждение из Москвы о приведении флота в оперативную готовность № 1, отражение налёта было организовано плохо: из фортов крепости и с линкора «Марат» зенитная артиллерия ударила по самолётам с большим опозданием, уже после сброса мин, не поразив ни одной цели.
Береговая оборона крепости состояла из трёх укреплённых секторов (Кронштадтского, Выборгского и Гогландского). Противовоздушная оборона базы флота состояла из 2 зенитных артиллерийских полков и 4 отдельных дивизионов. 18 июля 1941 года в Кронштадте были введены продовольственные карточки.
23 сентября 1941 года состоялся налёт Люфтваффе на Кронштадт. В ходе налёта Кронштадт понёс большие разрушения, был тяжело повреждён линкор «Марат», другие корабли и суда, разрушены здания и Морской завод.

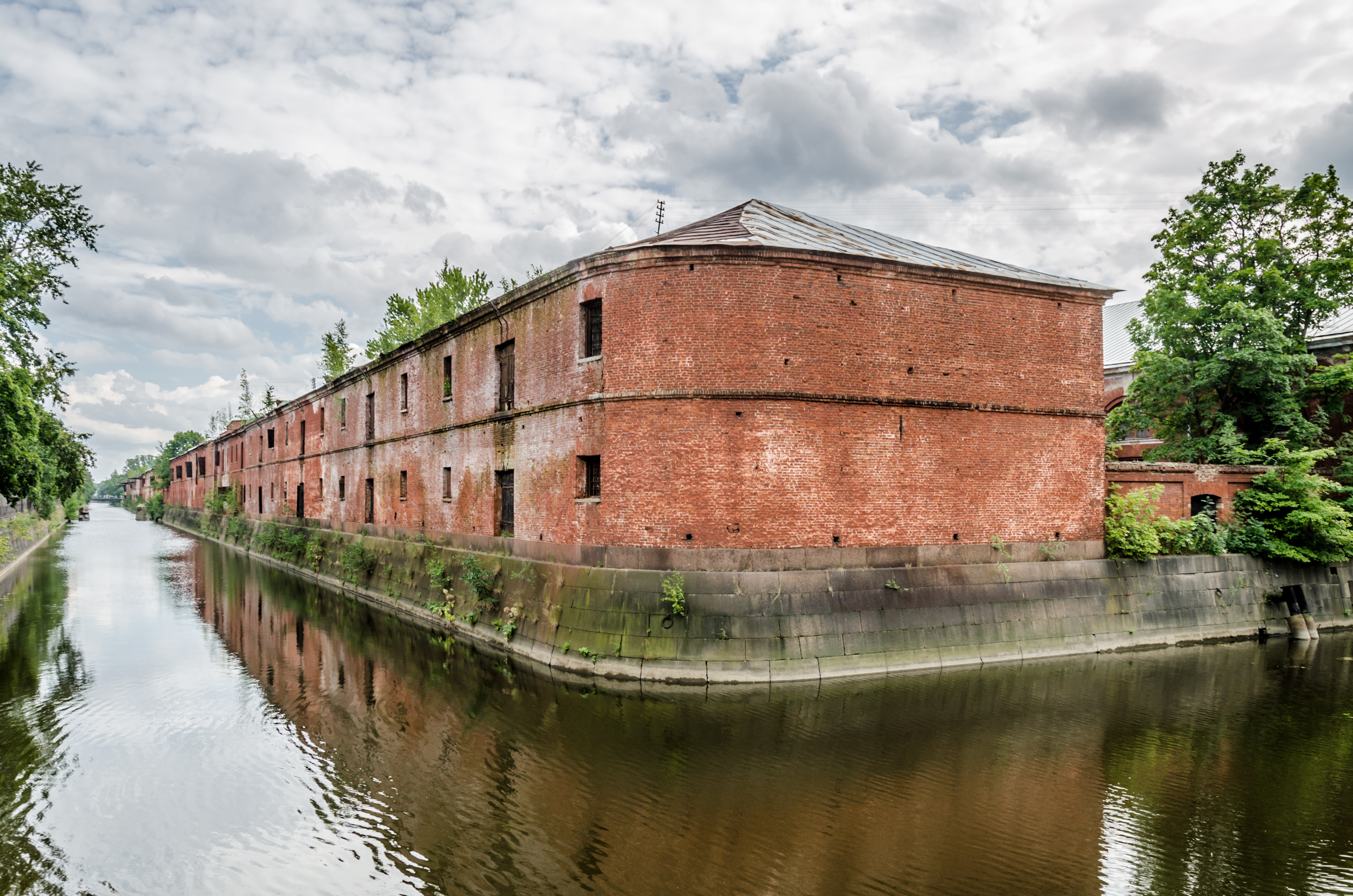
Обводный канал в центре Кронштадта

В конце августа флоту пришлось оставить Таллин. Около 140 кораблей и судов прорвались в Кронштадт. Кронштадт из главной военно-морской базы 30 октября был преобразован в военно-морскую крепость. Зимой 1941 из кронштадтских запасов в Ленинград было перевезено более 3000 тонн продуктов. Во время блокады кронштадтцы ловили рыбу вокруг острова; дошло до мелкой, до четырёх сантиметров в длину, рыбки-колюшки (позже сделали небольшой памятник блокадной колюшке на набережной).
Город находился в блокаде, но удерживался советскими войсками. Малая дорога жизни связывала Ораниенбаум, Кронштадт и Лисий Нос.

### Современный период
В 1950 году Кронштадтский районный Совет был ликвидирован, и город перешёл в ведение Управления гражданской администрации при коменданте крепости Кронштадт; райсовет был восстановлен 6 июня 1958 года.
17 мая 1954 года Кронштадтская военно-морская крепость награждена орденом Красного Знамени.
В 1996 году город перестал быть закрытым городом — въезд в него для россиян и иностранцев стал свободным.
Ежегодно, в последнее воскресенье июля, в Кронштадте традиционно отмечается День Военно-Морского Флота России с участием парада военных кораблей.
В городе активно развивается туристическая отрасль. Так, в 2018 году Кронштадт посетили 1,52 миллиона туристов.
В 2019 году стало известно, что по поручению президента РФ Владимира Путина в течение пяти лет в Кронштадте будет создан туристско-рекреационный кластер. Реализация проекта «Кронштадт. Остров фортов» обсуждалась на Санкт-Петербургском международном экономическом форуме. Проект подразумевает возведение самого большого в мире музея военно-морского флота, океанариума, дайвинг-центра, гостиницы, марины для яхт и катеров, а также научных и образовательных площадок. По словам члена рабочей группы по вопросам развития Кронштадта Ксении Шойгу, финансирование проекта будет складываться из трёх источников: средств инвесторов, меценатов и правительственного финансирования по линии министерства культуры для реконструкции и реставрации фортов. По прогнозам, появление кластера приведёт к увеличению туристического потока до 5 миллионов человек в год. Появится более 1200 новых рабочих мест.

### Герб и флаг города

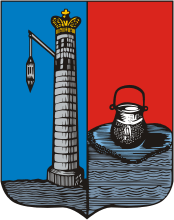
Герб 1780 года

- Двойной (для города и острова) гласный герб Кронштадта высочайше утверждён 7 мая 1780 года императрицей Екатериной II[56]:

«В первой части щита в голубом поле, серебряная башня с маяком, а во второй части, в красном поле на острове чёрный котёл, а кругом вода»
Современный вариант герба муниципального образования город Кронштадт утверждён Решением муниципального совета № 38 от 24 августа 2006 года. Тогда же утверждено Положение о гербе МО город Кронштадт. Согласно тексту Положения о гербе:

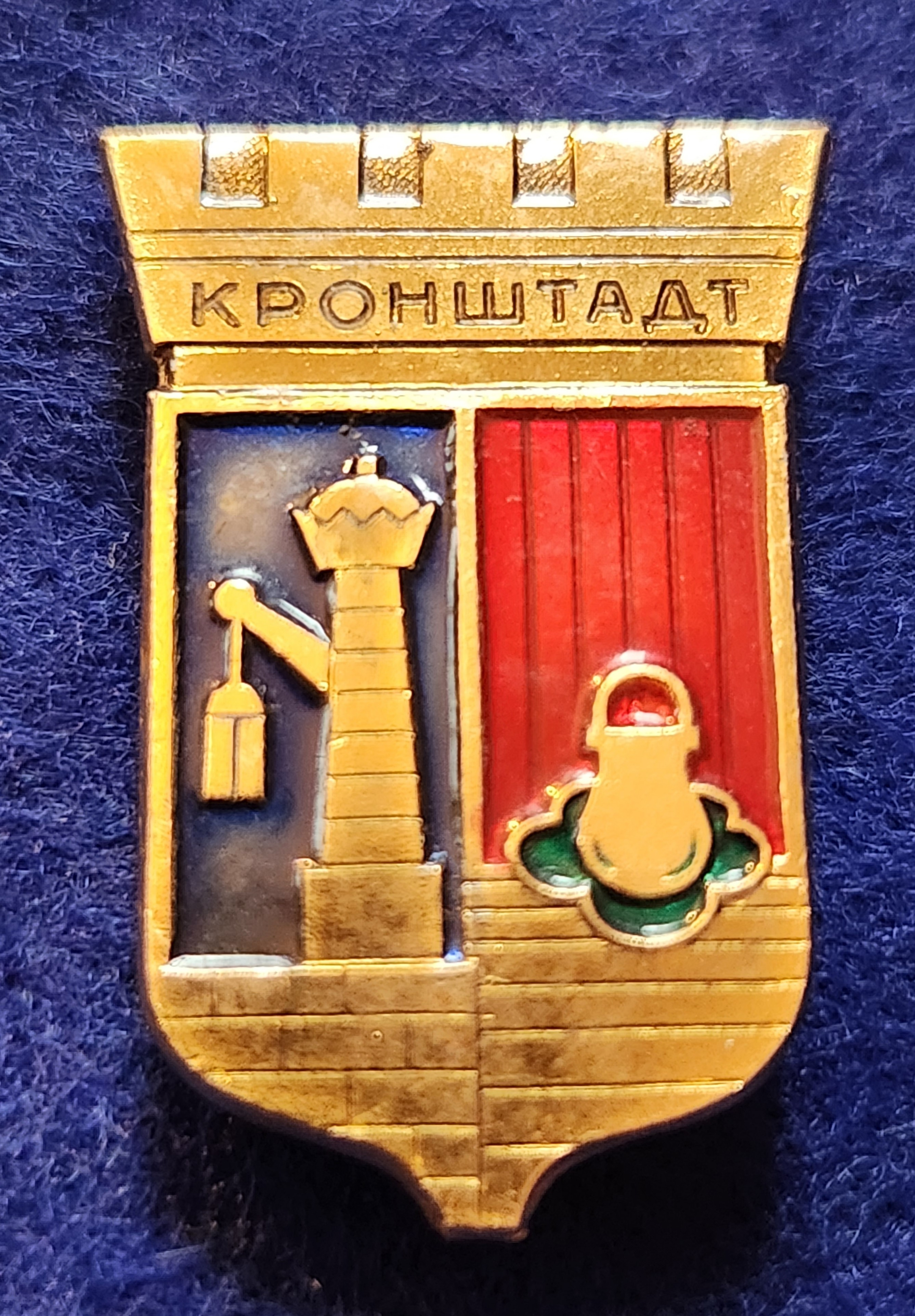
Значок с гербом Кронштадта

«В рассечённом щите справа, в лазури (синем, голубом) на зелёной земле — серебряная башня маяка с чёрными окнами, мурованная чернью, с золотым фонарём справа, на несущем его таком же жезле, исходящем из башни и положенным в правую перевязь, увенчанная золотой императорской короной; слева, в червлёном поле с серебряной оконечностью поверх всего — чёрный котёл на зелёном острове»
Обоснование символики герба: 

За основу герба муниципального образования город Кронштадт взят исторический герб портового города Кронштадта Санкт-Петербургской губернии, утверждённый дважды.
- Императорская корона, венчающая маяк, говорит о том, что Кронштадт — крепость, защита Петербурга, и о том что Кронштадт — столица Российского флота. Корона-память об основателе Кронштадта и русского флота — Петре I. Датой основания города принято считать 18 мая 1704 г., когда при личном участии Петра I был освящён первый морской форт Кроншлот (Kronslot с нидерл. — «коронный замок»). Маяк был установлен на острове ещё до постройки крепости. Первоначально город именовался «крепостью на Котлине острове».
- Чёрный котёл на зелёном острове — одна из версий происхождения названия острова Котлин. Эту легенду предложил Н. А. Бестужев, один из братьев-декабристов, историограф флота. Пётр I, высадившись на остров, обнаружил на острове котёл, оставленный бежавшими шведами. Но, разумеется, это легенда, и остров имел своё название ещё в давние времена. Серебро — чистота, невинность.
- Червлень (красный) — цвет Марса, бога войны, то есть обозначает, что Кронштадт — город военный. Символ храбрости и мужества.
- Лазурь (синий, голубой) — цвет моря — военный город на море, город морской славы России. Символ красоты и величия. Зелень — надежда, изобилие.

Флаг муниципального образования «город Кронштадт» утверждён Решением муниципального совета № 38 от 24 августа 2006 года. Тогда же утверждено Положение о флаге МО город Кронштадт. Согласно тексту Положения о флаге:

«Флаг муниципального образования города Кронштадта представляет собой прямоугольное полотнище с отношением ширины флага к длине — 2:3, воспроизводящее композицию герба муниципального образования города Кронштадта в голубом, белом, красном, зелёном, чёрном и жёлтом цветах».

## Предложения о переименовании
- Во время Первой мировой войны звучали предложения переименовать город в Венец-город, Котлин-город, Андреев/Андреевск, Петрониколаевск. В 1948 году исполком Ленинградского горсовета и Ленинградский горком ВКП(б) ходатайствовали о переименовании Кронштадта в город Стерегущий[58].

## Персоналии

### Главные командиры Кронштадтского порта (1724—1809)
| ФИО                               | Титул, чин, звание               | Время замещения должности |
| --------------------------------- | -------------------------------- | ------------------------- |
| Томас Гордон                      | адмирал                          | 03.11.1724—14.11.1727     |
| Даниэль Якоб Вильстер             | вице-адмирал                     | 16.11.1727—26.06.1729     |
| Томас Сандерс                     | вице-адмирал                     | 26.06.1729—17.01.1730     |
| Сиверс Пётр Иванович              | вице-адмирал                     | 17.01.1730—26.01.1732     |
| Кеннет Сазерленд, 3-й лорд Дуффус | лорд, шаутбенахт                 | 26.01.1732—02.04.1732     |
| Брант Исаак Андрисен              | капитан-командор, и. д.          | 04.04.1732—01.1733        |
| Томас Гордон                      | адмирал                          | 01.1733—18.03.1741        |
| Христофор Обриен                  | вице-адмирал                     | 19.03.1741—02.1742        |
| Мишуков Захар Данилович           | вице-адмирал                     | 15.02.1742—14.03.1745     |
| Калмыков Денис Спиридонович       | контр-адмирал                    | 14.03.1745—22.05.1746     |
| Люис Виллим Фомич                 | капитан-командор                 | 06.11.1746—16.09.1751     |
| Полянский Андрей Иванович         | контр-адмирал                    | 16.09.1751—12.09.1757     |
| Кейзер Герард Антонович           | вице-адмирал                     | 02.10.1757—01.05.1762     |
| Мещерский Степан Михайлович       | князь, вице-адмирал              | 02.05.1762—04.05.1764     |
| Андерсон Пётр Петрович            | контр-адмирал                    | 04.05.1764—03.06.1764     |
| Нагаев Алексей Иванович           | вице-адмирал                     | 03.06.1764—05.12.1765     |
| Спиридов Григорий Андреевич       | вице-адмирал                     | 05.12.1765—04.06.1769     |
| Назимов Савва Максимович          | капитан-генерал майорского ранга | 04.06.1769—01.01.1773     |
| Чичагов Василий Яковлевич         | контр-адмирал                    | 02.01.1773—10.08.1775     |
| Грейг Самуил Карлович             | адмирал                          | 10.08.1775—27.03.1788     |
| Пущин Пётр Иванович               | адмирал                          | 27.03.1788—27.10.1798     |
| Ханыков Пётр Иванович             | адмирал                          | 1799—1804                 |
| Сарычев Алексей Андреевич         | контр-адмирал                    | 1805—1806                 |
| Колокольцов Иван Михайлович       | вице-адмирал                     | 30.10.1808—04.11.1809     |

### Главные командиры Кронштадтского порта и одновременно военные губернаторы Кронштадта (1809—1917)
| ФИО                            | Титул, чин, звание                     | Время замещения должности |
| ------------------------------ | -------------------------------------- | ------------------------- |
| Моллер Фёдор Васильевич        | вице-адмирал                           | 04.11.1809—02.01.1826     |
| Коробка Максим Петрович        | вице-адмирал                           | 01.1826—01.1827           |
| Сарычев Гавриил Андреевич      | вице-адмирал                           | 01.1827—31.12.1827        |
| Рожнов Пётр Михайлович         | адмирал                                | 01.1828—14.07.1839        |
| Беллинсгаузен Фаддей Фаддеевич | адмирал                                | 14.07.1839—13.01.1852     |
| Платер Григорий Иванович       | адмирал                                | 16.01.1852—04.11.1853     |
| Литке Фёдор Петрович           | граф, генерал-адъютант, адмирал        | 04.11.1853—25.10.1855     |
| Новосильский Фёдор Михайлович  | генерал-адъютант, адмирал              | 25.10.1855—28.10.1866     |
| Лесовский Степан Степанович    | генерал-адъютант, контр-адмирал, и. д. | 28.10.1866—08.11.1871     |
| Казакевич Пётр Васильевич      | генерал-адъютант, адмирал              | 08.11.1871—26.11.1883     |
| Шварц Сергей Павлович          | вице-адмирал (адмирал)                 | 26.11.1883—30.08.1893     |
| Казнаков Николай Иванович      | вице-адмирал                           | 30.08.1893—06.12.1899     |
| Макаров Степан Осипович        | вице-адмирал                           | 06.12.1899—1904           |
| Бирилёв Алексей Алексеевич     | вице-адмирал                           | 1904—1905                 |
| Никонов Константин Петрович    | вице-адмирал                           | 1905—1908                 |
| Григорович Иван Константинович | вице-адмирал                           | 1908—1909                 |
| Вирен Роберт Николаевич        | вице-адмирал                           | 1909—1917                 |

### Представители гражданской власти
Временно исполняющим обязанности главы администрации Кронштадского района назначен Кононов Андрей Анатольевич. До 24 октября 2022 года главой администрации Кронштадтского района был Олег Анатольевич Довганюк.
Глава муниципального образования, исполняющий полномочия председателя муниципального совета — Чашина Наталия Фёдоровна.

## Достопримечательности
Наиболее известным памятником архитектуры города является Морской Никольский собор, построенный в 1902—1913. Помимо этого сохранился ряд исторических построек XVIII—XIX веков: Итальянский дворец, «губернские» дома, комплекс кронштадтского адмиралтейства, стены и казармы Кронштадтской крепости, Арсенал (инженер Дж. Уистлер), Гостиный двор. Интерес вызывает также чугунная мостовая в центре города.

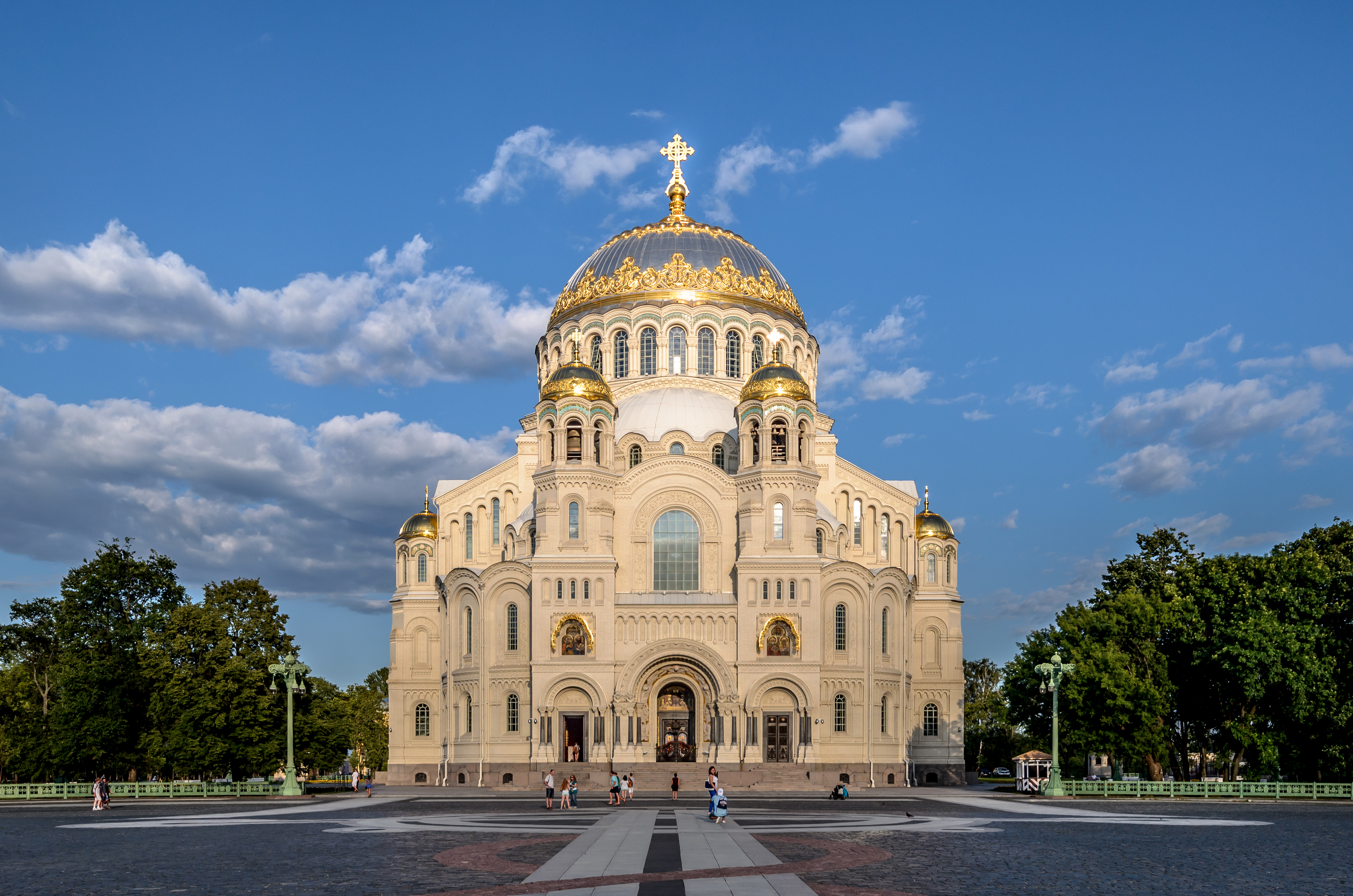
Кронштадтский Морской собор во имя святителя Николая Чудотворца. Август 2014 года

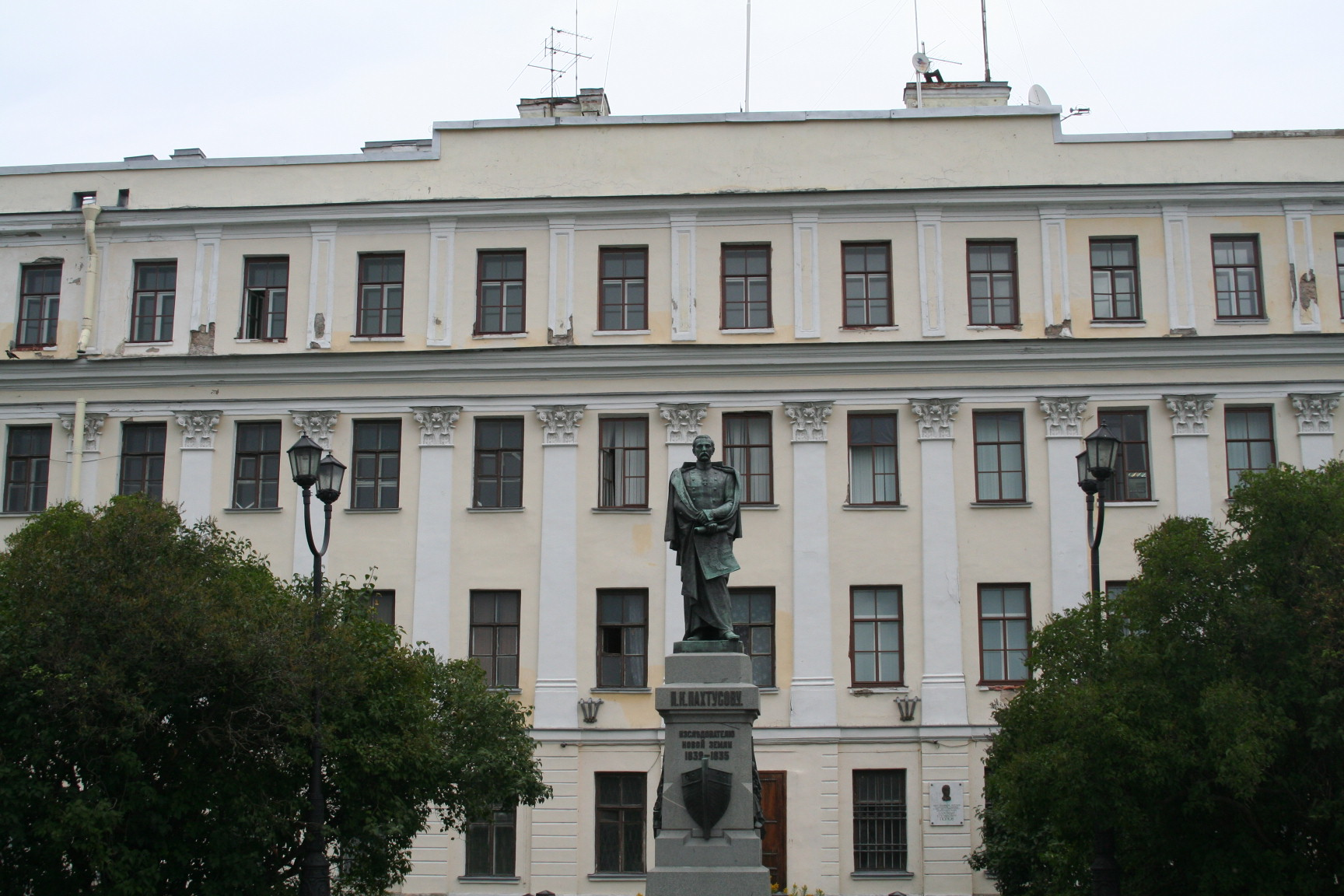
Итальянский дворец и памятник П. К. Пахтусову

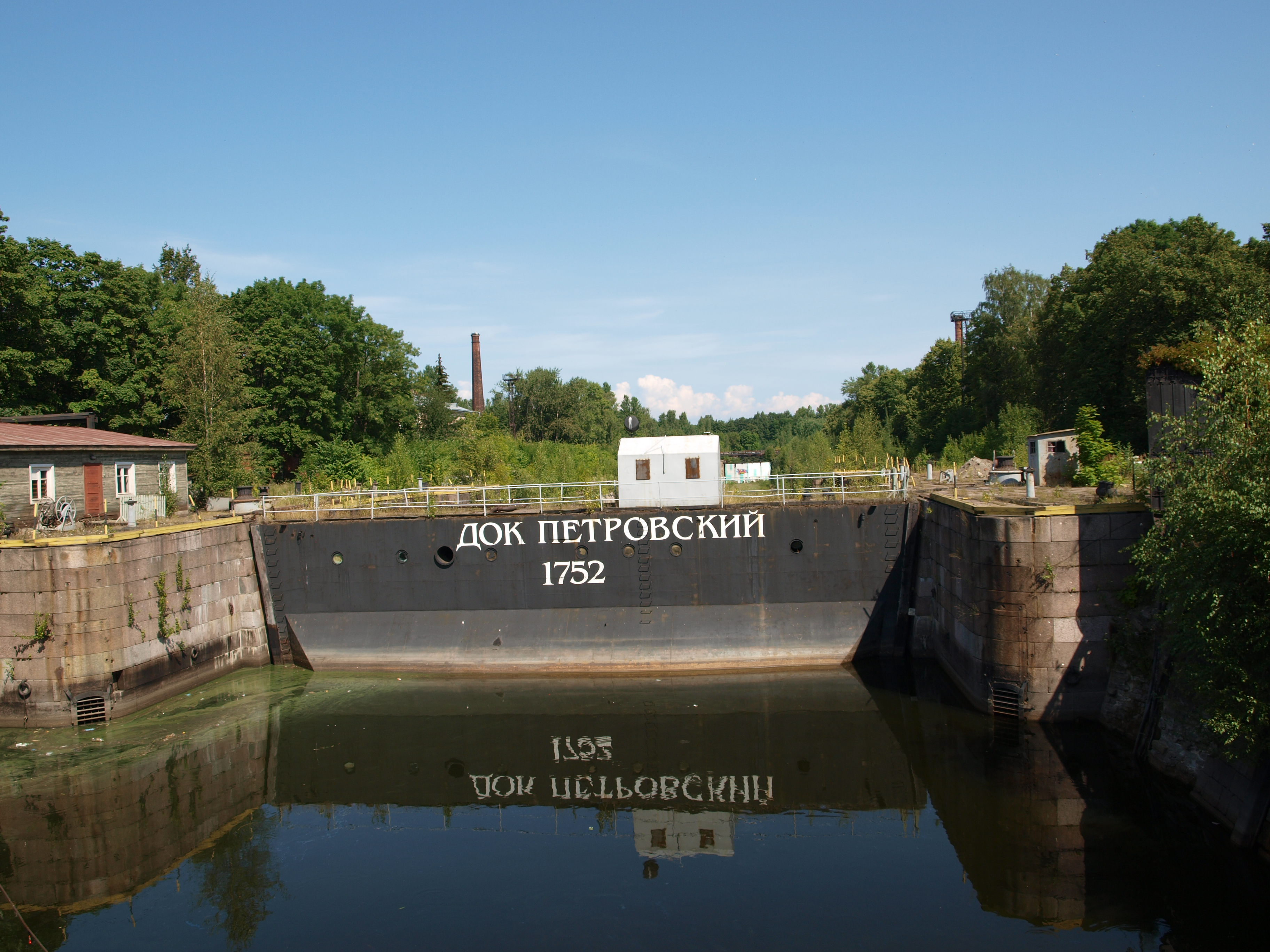
Вид на Петровский док со стороны канала им. Петра I Великого

### Парки
- Летний сад
- Петровский парк
- Госпитальный сад
- Екатерининский сквер

### Храмы
Храмы Кронштадта представляли собой не только места богослужений, но и являлись хранителями реликвий боевой славы русского флота. До 1917 года в городе имелось около 30 православных храмов, две лютеранские церкви, одна католическая и одна старообрядческая, а также мечеть и синагога.
- Морской Никольский собор
- Собор Владимирской иконы Божией Матери
- Часовня Богоявления Господня «Спас-на-Водах»

#### Недействующие
- Андреевский собор (уничтожен, часовня восстановлена)
- Крестовоздвиженская церковь — освящена о. Иоанном Кронштадтским; здание бывшей англиканской церкви Кронштадта.
- Храм Святителя Николая эстонско-шведско-финского прихода (снесена)
- Католический храм святых Петра и Павла (пр. Ленина, д. 5; не сохранилась)
- Лютеранская церковь св. Елизаветы — сейчас здание принадлежит Водоканалу

### Музеи
- Музей истории Кронштадта - Якорная площадь, д. 2А
- Экспозиция "Подводная археология" Музея истории Кронштадта — ул. Ленинградская, д. 2
- Музей «Кронштадтская крепость» (филиал Центрального военно-морского музея) — ул. Макаровская, д. 3
- Мемориальный музей-кабинет А. С. Попова — ул. Макаровская, д. 3
- Музей-квартира о. Иоанна Кронштадтского — ул. Посадская, д. 21А
- Кронштадтский Морской музей — Андреевская ул., д. 5
- Музей маячной службы — форт Константин

### Памятники
- Памятник Петру I

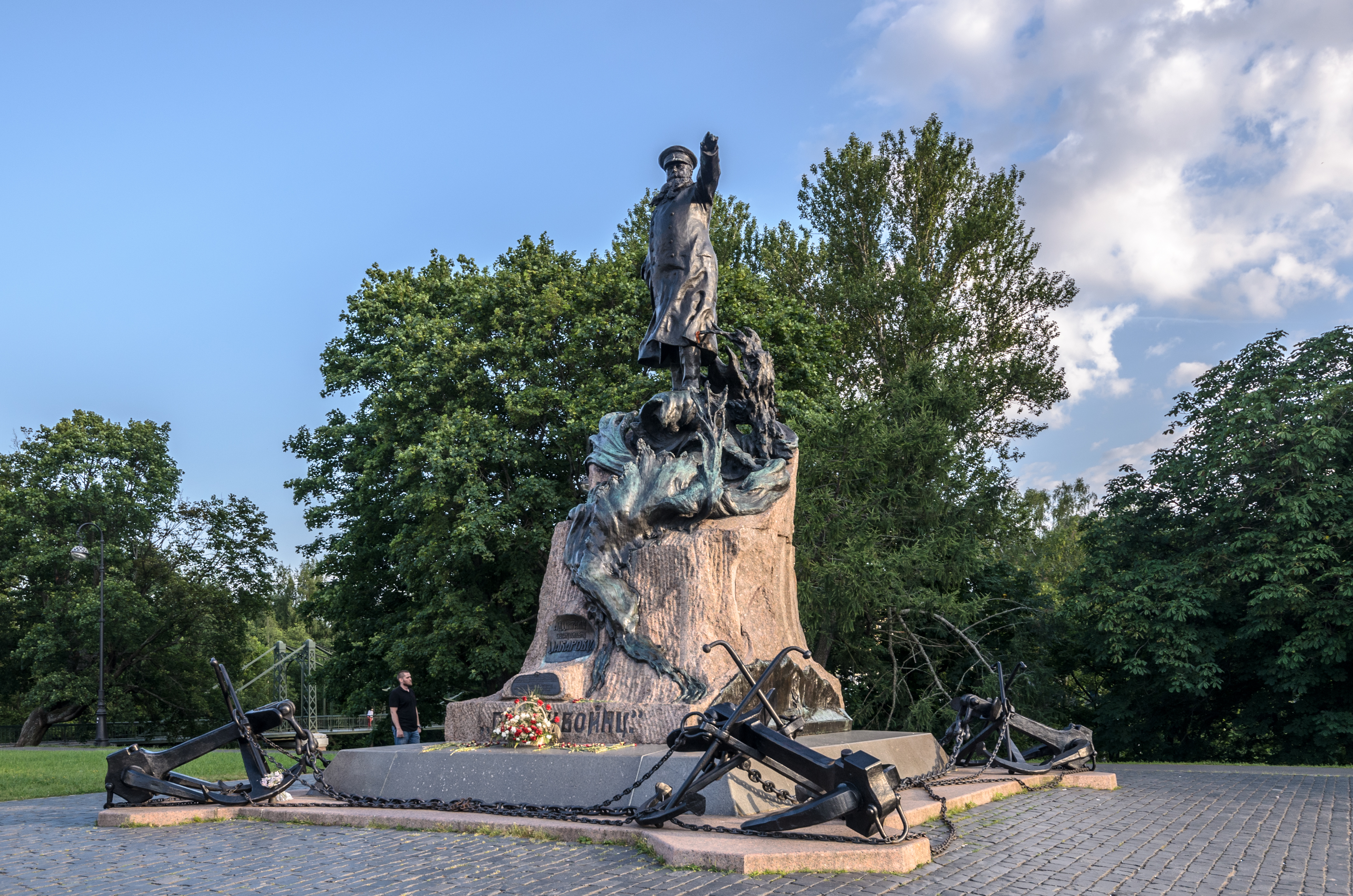
Памятник вице-адмиралу С. О. Макарову

Памятник адмиралу Ф. Ф. Беллинсгаузену

- Памятник Петру I в форте Кроншлот («Державному основателю»)
- Памятник А. С. Попову
- Памятник П. К. Пахтусову
- Памятник Ф. Ф. Беллинсгаузену
- Памятник С. О. Макарову
- Памятник Ф. Ф. Ушакову
- Памятник П. Л. Капице
- Памятник мичману А. А. Домашенко[65]
- Памятник экипажу клипера «Опричник»
- Орудие Ивана Тамбасова
- Памятник Морзаводцам
- Памятник Морякам-подводникам
- Мемориал «Борцам за дело революции»
- Мемориал «Погибшим в Великой Отечественной войне»
- Мемориал «Малая дорога жизни»
- Мемориал «Подводникам Балтики»
- Мемориал «150-летие установления российско-японских дипломатических отношений» (2005)
- Памятник революционным морякам Балтики (П. Е. Дыбенко)
- Памятник С. М. Кирову
- Памятник И. К. Айвазовскому
- Памятник блокадной колюшке
- Памятник котелку
- Памятник В. И. Ленину
- Памятник Иоанну Кронштадтскому
- Памятник «Кот и пёс». Материал — дерево[66].
- Стела «Город воинской славы»

### Форты
Южные форты
- Форт № 1
- Форт № 2 («Дзичканец»)
- Форт № 3 («Граф Милютин»)
- Форт «Павел I» («Рисбанк»)
- Форт «Кроншлот»
- Форт «Пётр I» («Цитадель»)
- Форт «Александр I» («Чумный»)
- Форт «Великий Князь Константин»
- Батарея «Князь Меншиков»

Северные форты
- Форт № 1
- Форт № 2
- Форт № 3
- Форт № 4 («Зверев»)
- Форт № 5
- Форт № 6
- Форт № 7
- Форт «Тотлебен»
- Форт «Обручев»
- Пороховой форт

Форты на о. Котлин

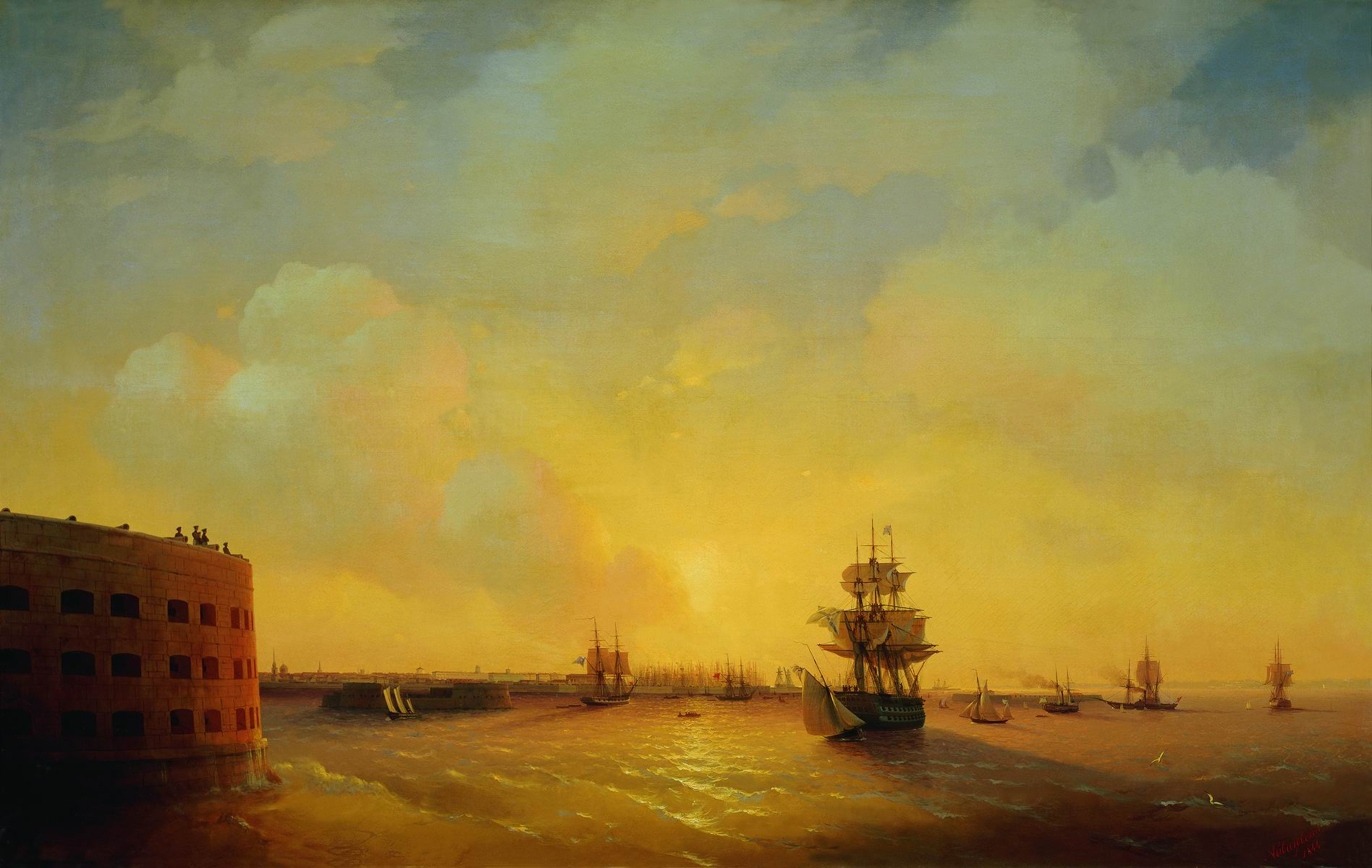
Кронштадт. Форт «Император Александр I». Айвазовский И. К. 1844

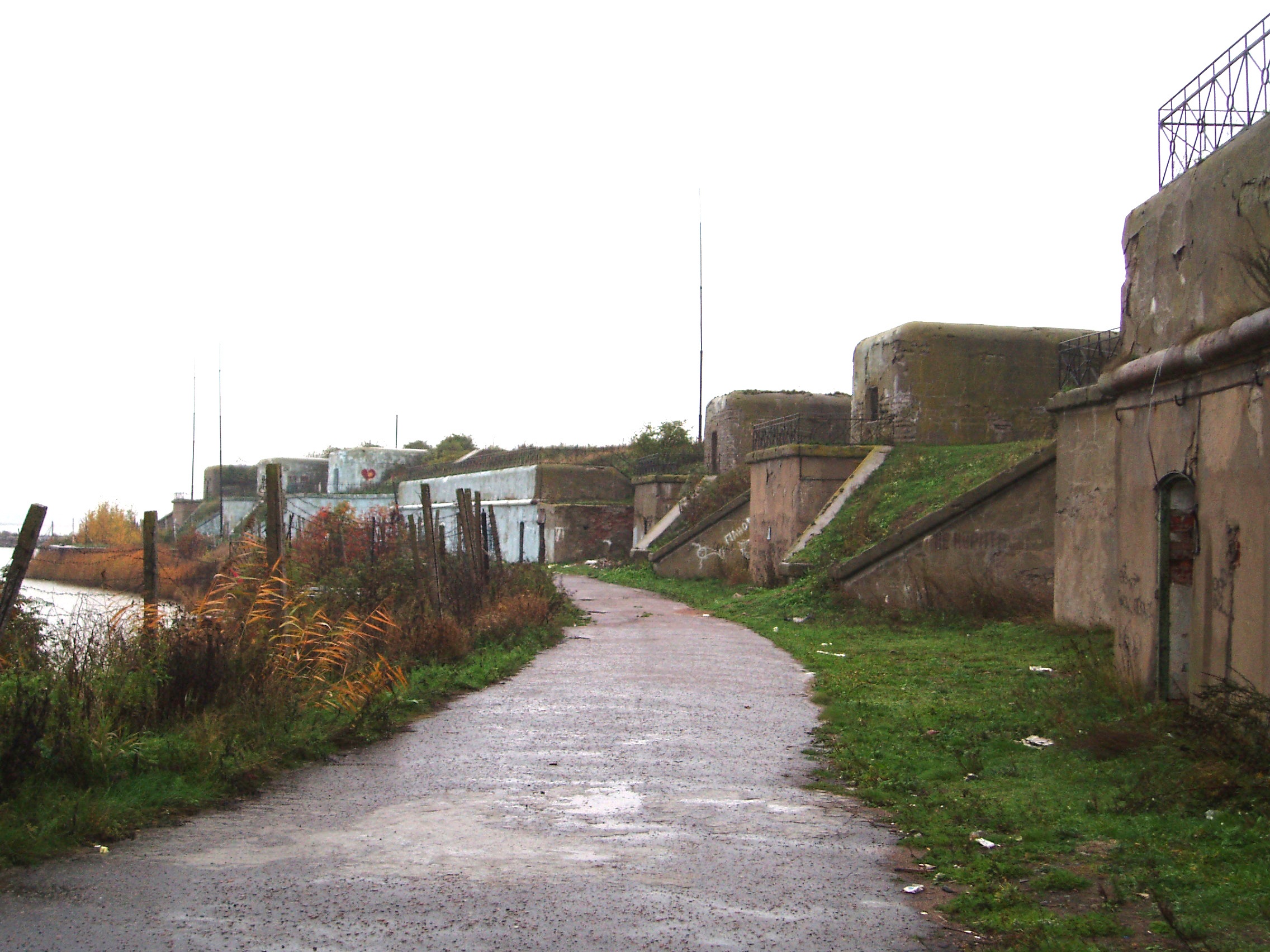
Северный форт

- Форт «Шанц»(Шанец) («Александр-Шанц»)
- Форт «Риф»

### Объекты культурного наследия и прочие достопримечательности
- Итальянский дворец

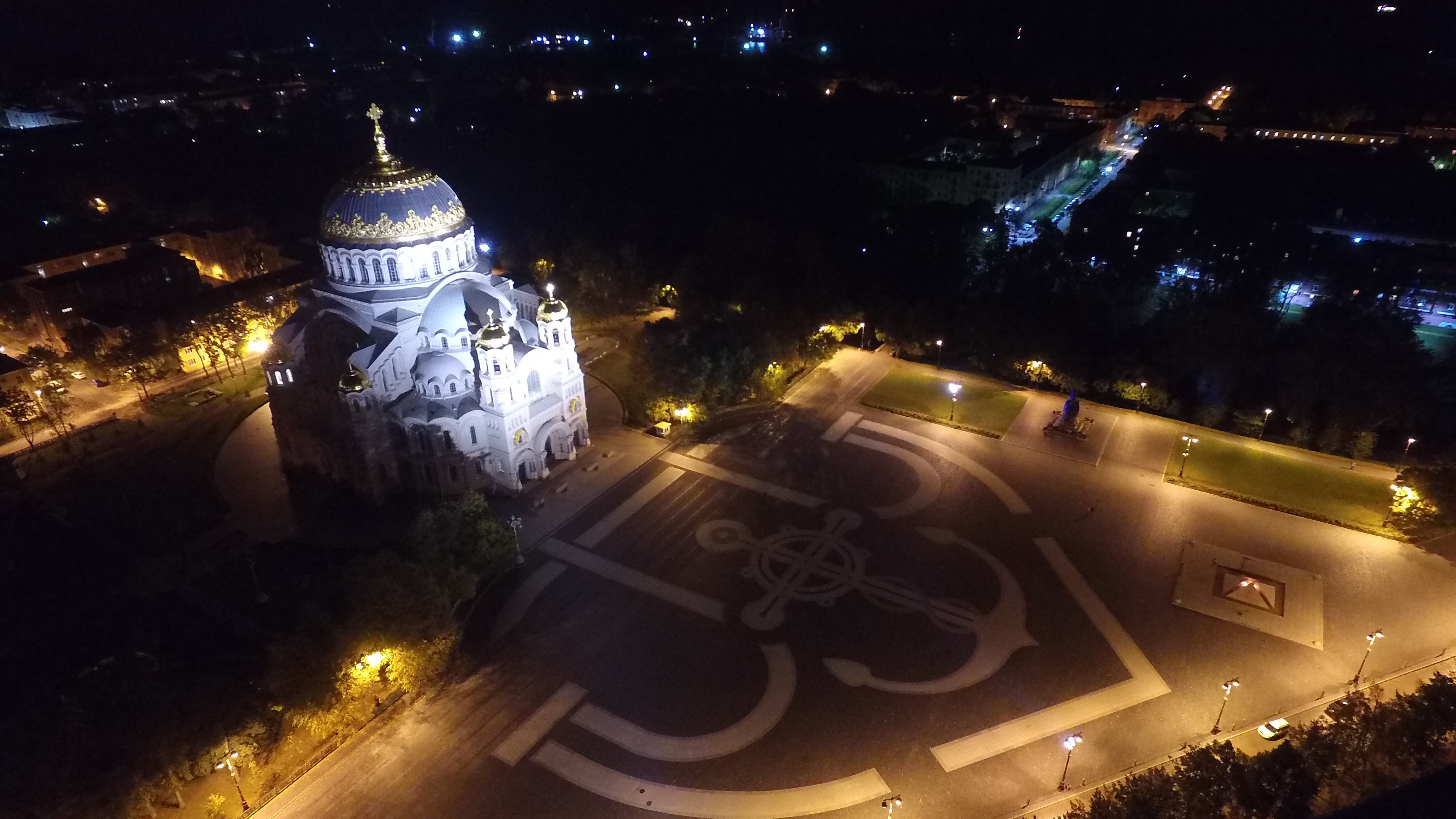
Якорная площадь. Морской собор, памятник С. О. Макарову и Вечный огонь (слева направо)

- Водонапорная башня. Построена в 1926 году. (Кронштадт)
- Гостиный двор
- Петровский док
- Крепостная стена
- Маяк Толбухин
- Футшток
- Дамба
- Синий мост через Обводный канал

- Доковый мост
- Пеньковый мост через Обводный канал

- Пеньковый малый подвесной мост

- Устои подъёмного моста через Обводной канал

- Макаровский мост через Петровский овраг

- Пеньковый малый подвесной мост

- Якорная площадь
- Дача Верещагина (Цитадельское шоссе, 30) — деревянный особняк 1893 года постройки[67][68].

### Проект «Остров Фортов»
Основная статья: Остров фортов
В апреле 2019 года Минобороны и правительство Санкт-Петербурга учредили автономную некоммерческую организацию по развитию туристско-рекреационного кластера в Кронштадте. 6 июня 2019 на Петербургском Международном Экономическом Форуме был представлен проект военно-исторического парка «Кронштадт. Остров фортов». Он анонсирован как крупнейший в мире музей Военно-Морского Флота и самый большой в России океанариум. В апреле 2020 были пройдены все необходимые процедуры оформления и заключены госконтракты на проведение реставрационных работ по трём фортам, расположенным на территории проекта «Остров фортов». Это «Император Пётр I», «Кроншлот» и «Император Александр I».
Соорганизатор проекта «Остров фортов» Марика Коротаева:
Основной задачей является сбор на площадке исторического и образовательного контента, а дальше гармонично это вписать в историческую часть города.Марика Коротаева
26 июля 2020 года, к празднованию Дня ВМФ в Кронштадте, торжественно открыт главный объект первой очереди парка — Аллея героев российского флота, на которой представлены 13 выдающихся флотоводцев и мореплавателей, олицетворяющих определённые исторические темы, и выбранных по результатам народного интернет-голосования, в котором приняли участие 80 тыс. человек из 50 стран мира. Структурно Аллея представляет собой «дорогу времени», по обеим сторонам которой в специально оформленных нишах размещены исторические экспозиции в хронологическом порядке от настоящего к прошлому.

## Экономика, социальная сфера, инфраструктура

### Промышленность
Значительная часть населения Кронштадта занята на предприятиях Санкт-Петербурга. В городе действуют Кронштадтский морской завод (ремонт судов и турбин) и контейнерный порт «Моби Дик».

### Транспорт

#### История
История регулярного сообщения Кронштадта с Большой землёй ведёт своё начало с 31 августа 1721 года, когда Пётр I издал указ «Об учреждении почты между Петербургом и Котлиным-островом». На грядущую зиму царь приказал заготовить в Петербурге «подводы для пересылки почты и писем», а на лето — смастерить «почтовые буера» для нужных поездок и перевозов. Маршрут установился не сразу: сначала царь выбрал Стрельну, потом Петергофом, и в конце концов остановились на Ораниенбауме.
После смерти Петра возникает пауза до 1734 года, когда вновь начала из года в год издавать распоряжения «об устройстве с наступлением зимы дороги в море, с постановкою на местах, где бывают полоньи деревянных с перилами мостов и надзоре за исправным их содержанием», и о «возобновлении с наступлением весны почтового сообщения водою между Кронштадтом и Петербургом». 2 мая 1735 года указ «об учреждении почты от С.-Петербурга до Кронштадта» был издан вновь. Перед выездом — как из Петербурга, так и из Кронштадта пассажиров обязательно обыскивали; сам билет продавали только тем, кто получил соответствующее разрешение с места службы или от полиции.
В 1858 году военное ведомство прокладывает на судоремонтном заводе первую узкоколейку с колеёй 1250 мм. И хотя ещё многие годы вагонетки эти перевозили на конной тяге или «на лямках», и о пассажирских перевозках речи не шло — идеи соединять Кронштадт с берегом настоящей чугункой, хотя бы на зиму, стали высказывать с 1860 года. Так, некто Солодовников в 1861 году предлагал пустить из Ораниенбаума два поезда, с платой за проезд: 25 коп. в III классе, 50 коп. во II классе и 75 коп. в I классе. Предприниматель обещал: «вагон первого класса будет тёплый, с камином, обит коврами». Однако прошло целых 20 лет, пока в 1881 году рельсы по льду были проложены, и 27 января прошёл первый пробный поезд между Ораниенбаумом и Кронштадтом. Предприниматель обанкротился: петербургский климат известен своей непредсказуемостью, и уже через несколько дней западный ветер вскрыл лёд, после чего оставалось только спасать рельсы.
Тем временем, в самом Кронштадте в 1861 году проложили 3226 сажен путей. За последующие десятилетия крепостная железная дорога в Кронштадте зарекомендовала себя, в том числе, и как разновидность городского пассажирского транспорта. После революции возможность направить новые капиталовложения на обновление дороги возникла только в I пятилетку. В смете на ремонт и восстановление Кронштадской крепостной ж/д на пятилетие 1929—1934 гг. значатся несколько видов путей: около 9,6 км собственно крепостной дороги с колеёй 1219 мм (4 фута), более 10 километров подъездных путей с колеёй 1000 мм, и кроме того узкоколейки 600 мм. Такое хозяйство требовало стандартизации с перешивкой на единую колею, что и было впоследствии осуществлено.

#### В настоящее время

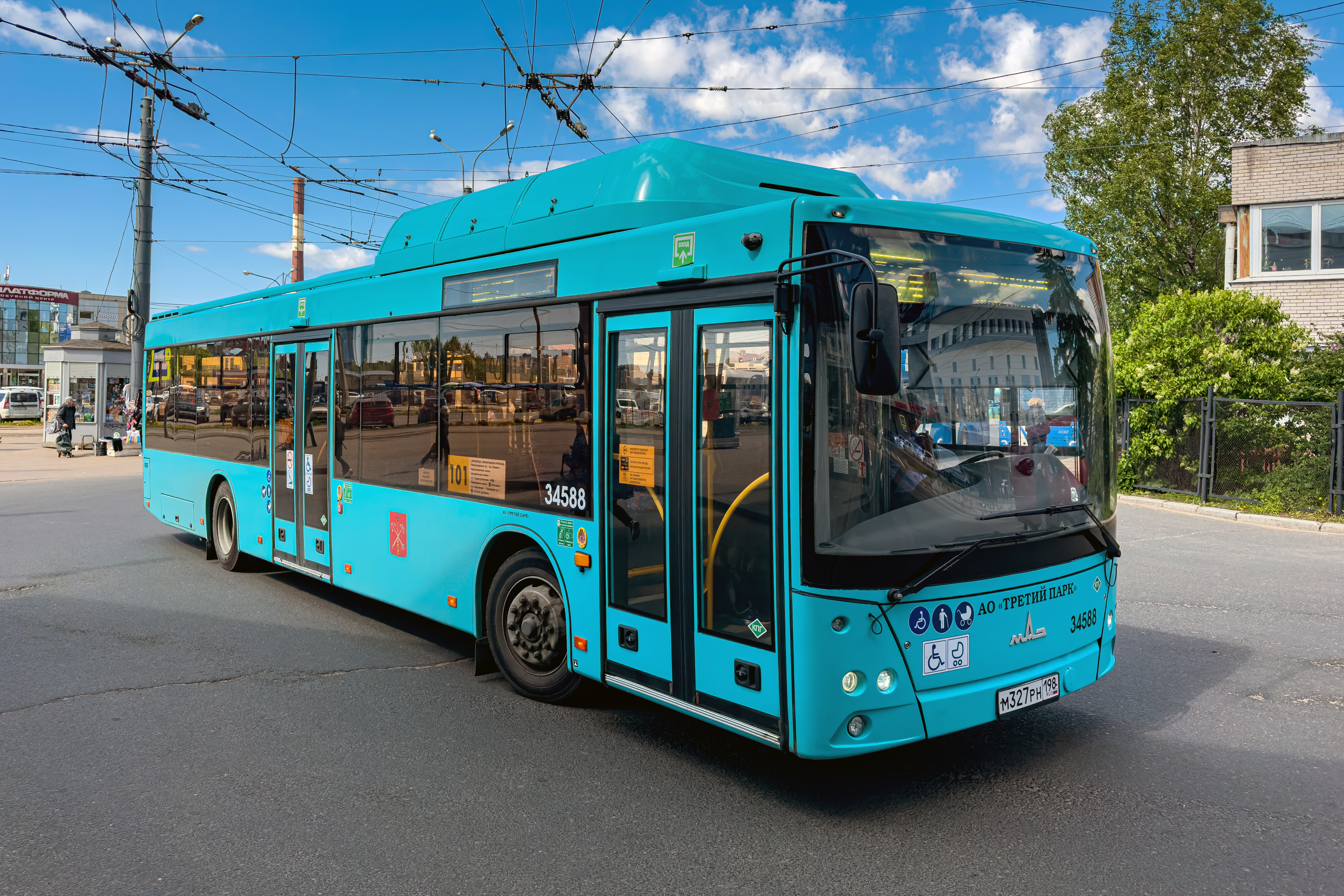
МАЗ-203.C46 КПГ АО «Третий парк» на Торфяной дороге, следует по маршруту № 101, 2023 год

Остров Котлин связан с побережьями Финского залива Кольцевой автомобильной дорогой, проходящей по дамбе. Свободное движение по южной части дамбы было открыто 12 августа 2011 года.
С городом Ломоносовом, расположенным напротив Кронштадта на южном берегу Финского залива, до ноября 2011 года город был связан автомобильным паромом. С 14 сентября 2011 года, после ввода в эксплуатацию последнего участка КАД Санкт-Петербурга, в Ломоносов открыт автобусный маршрут № 175.
В рамках внедрения «Новой модели транспортного обслуживания Санкт-Петербурга», в период с 1 апреля по 15 июля 2022 года все коммерческие маршруты Санкт-Петербурга отменены. Все автобусные маршруты Кронштадта обслуживает АО «Третий парк», оплата наличными не принимается, возможна активация отложенного пополнения карты «Подорожник».
| №    | Конечная остановка 1              | Конечная остановка 2           | Примечания                                       |
| ---- | --------------------------------- | ------------------------------ | ------------------------------------------------ |
| 1Кр  | Кронштадт, Ленинградская пристань | Кронштадт, Макаровские ворота  | Внутренний маршрут                               |
| 2Кр  | Кронштадт, Ленинградская пристань | Кронштадт, Форт Шанц           | Внутренний маршрут                               |
| 3Кр  | Кронштадт, Ленинградская пристань | Кронштадт, квартал 19Б         | Внутренний маршрут                               |
| 2Л   | Ломоносов, вокзал                 | Кронштадт, Гражданская улица   | Маршрут города Ломоносова                        |
| 101  | Кронштадт, Ленинградская пристань | Старая Деревня                 |                                                  |
| 101Э | Кронштадт, Гражданская улица      | Старая Деревня                 | Экспресс-маршрут                                 |
| 175  | Кронштадт, Гражданская улица      | Ломоносов, вокзал              |                                                  |
| 207  | Кронштадт, Гражданская улица      | Улица Жени Егоровой            |                                                  |
| 215  | Кронштадт, Гражданская улица      | Сестрорецк, улица Володарского |                                                  |
| 406  | Кронштадт, Гражданская улица      | СНТ «Красногорские Покосы»     | Пригородный маршрут; летний маршрут (май—ноябрь) |

#### Автомобили среди населения
В Кронштадте зарегистрировано около 12000 автомобилей различных марок.
Ежегодно город посещает более 3,3 млн туристов. В 2023 году эта цифра достигла 4,7 млн человек. В связи с этим возникла необходимость реконструировать дороги, чтобы увеличить их производительность для свободного перемещения людей. Осенью 2024 года на подъездах к городу должны завершиться основные работы на четырёх объектах улично-дорожной сети.
Новая реорганизация транспортной инфраструктуры Кронштадта обеспечит необходимый комфорт горожанам и гостям города до 2030 года с учётом предполагаемого роста туристического потока и населения города.
По статистике аналитического агентства «Автостат», за 2023 год в Кронштадте преобладают автомобили следующих марок: LADA, KIA, Volkswagen, Hyundai Solaris, Ford Focus, Volkswagen Polo, Skoda Octavia.

### Учреждения культуры и образования
В настоящее время в Кронштадте работают центральная библиотека, центральная районная детская библиотека, Дворец молодёжи, Дворец культуры города Кронштадта, «Драматический театр Балтийского флота» МО РФ.
Среди учреждений образования: 5 средних общеобразовательных школ, 10 детских садов и яслей, детский дом № 35, детская музыкальная школа, детская художественная школа имени М. К. Аникушина, специальная (коррекционная) школа № 676, 42-я мореходная школа ВМФ (закрыта).
В декабре 2018 года Минобороны России сообщило о создании в Кронштадте учебно-научной базы Военно-Морского Флота Российской Федерации, на территорию которой перебазируются военно-морские вузы из Санкт-Петербурга и Ленинградской области.

### Здравоохранение
В городе работают больница № 36, поликлиника № 74, детская поликлиника № 55, 35-й военно-морской госпиталь, детский санаторий «Аврора», а также большое количество частных медицинских учреждений разного профиля.

### Спорт
В городе действуют детско-юношеская спортивная школа, кронштадтский оздоровительно-спортивный центр «Русич», военно-спортивный клуб, яхт-клуб, плавательный бассейн 81-го спортивного клуба.

### Связь и СМИ
Кронштадт находится в зоне действия телевизионной башни Ленинградского радиотелевизионного передающего центра. Телевизионный сигнал в городе также распространяется по кабельному телевидению (компания «ТКТ»). В рамках социального пакета абоненты имеют возможность смотреть около 30 каналов (в том числе все общероссийские и общепетербургские). В октябре 2008 года эта сеть была присоединена оптическо-волоконным кабелем к санкт-петербургской сети. Доступно бесплатное цифровое эфирное телевещание первого (35 ТВК, 586 МГц) и второго (45 ТВК, 666 МГц) мультиплексов (пакета теле-, радиопрограмм).
В 2002—2007 годах вещал городской канал «ТРК Кронштадт» («ТВ Балтик», 46 канал). Антенна находится в Кронштадте, мощность передатчика 200 Вт, высота 52 м. Также с этой башни вещали АРТ, 7ТВ, ITR, «Телевизионный Дамский Клуб» (ТДК). Сигнал принимался в Автово (Кировский район).
Доступ в интернет по кабельным каналам в городе предоставляют следующие провайдеры: МегаФон, Ростелеком, ТКТ, Билайн, InterZet.
Город входит в зону покрытия сотовых сетей МегаФон, Билайн, МТС, Скай Линк, Теле2, Yota.
В Кронштадте издаются четыре местные газеты: «Кронштадтский вестник», «Котлин», «kronгазета» и «Кронштадтский муниципальный вестник», а также два электронных СМИ: kronnews.ru и kotlin.ru.

## Города-побратимы

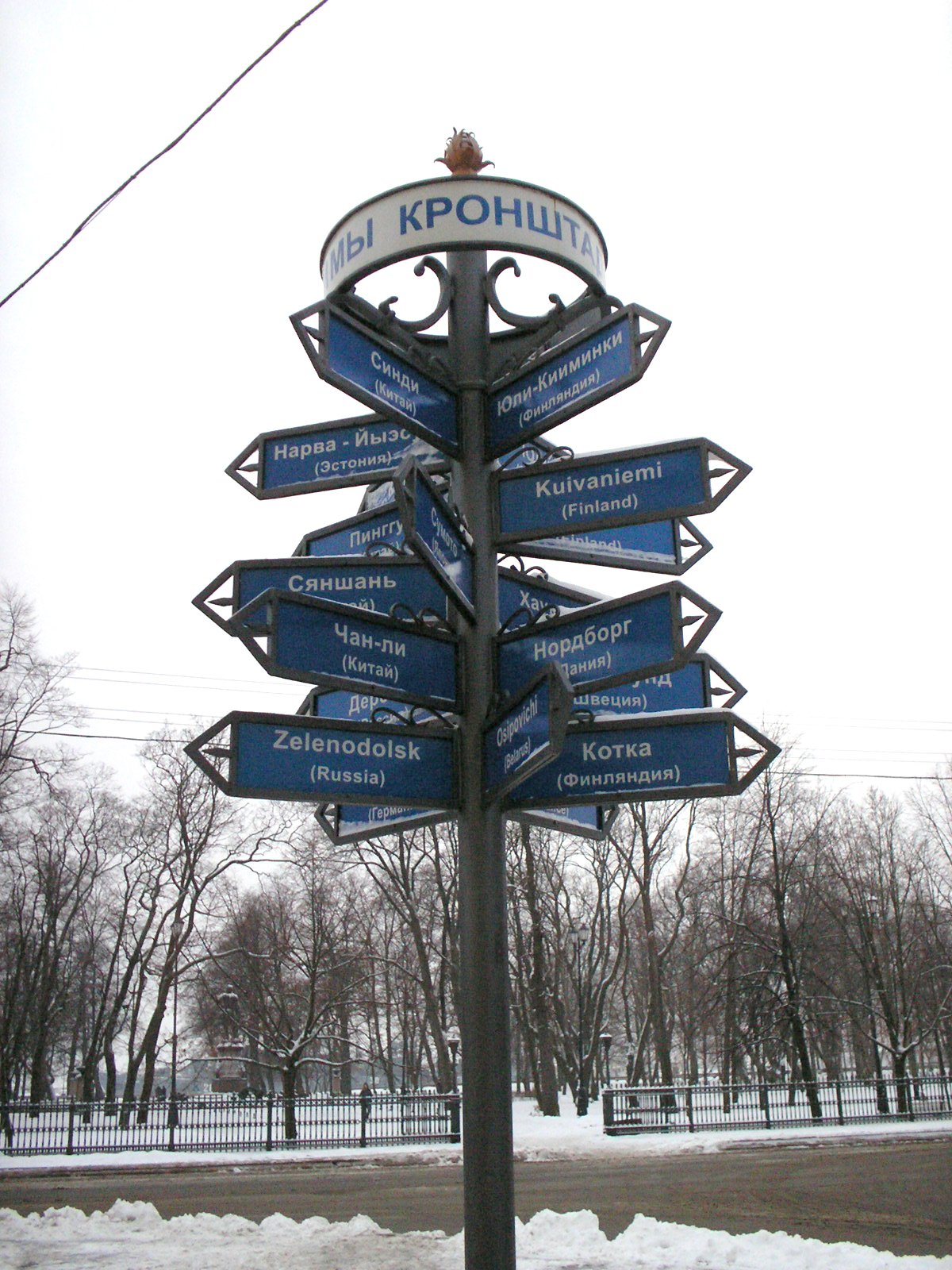
Памятный столб, на котором указаны все города-побратимы Кронштадта

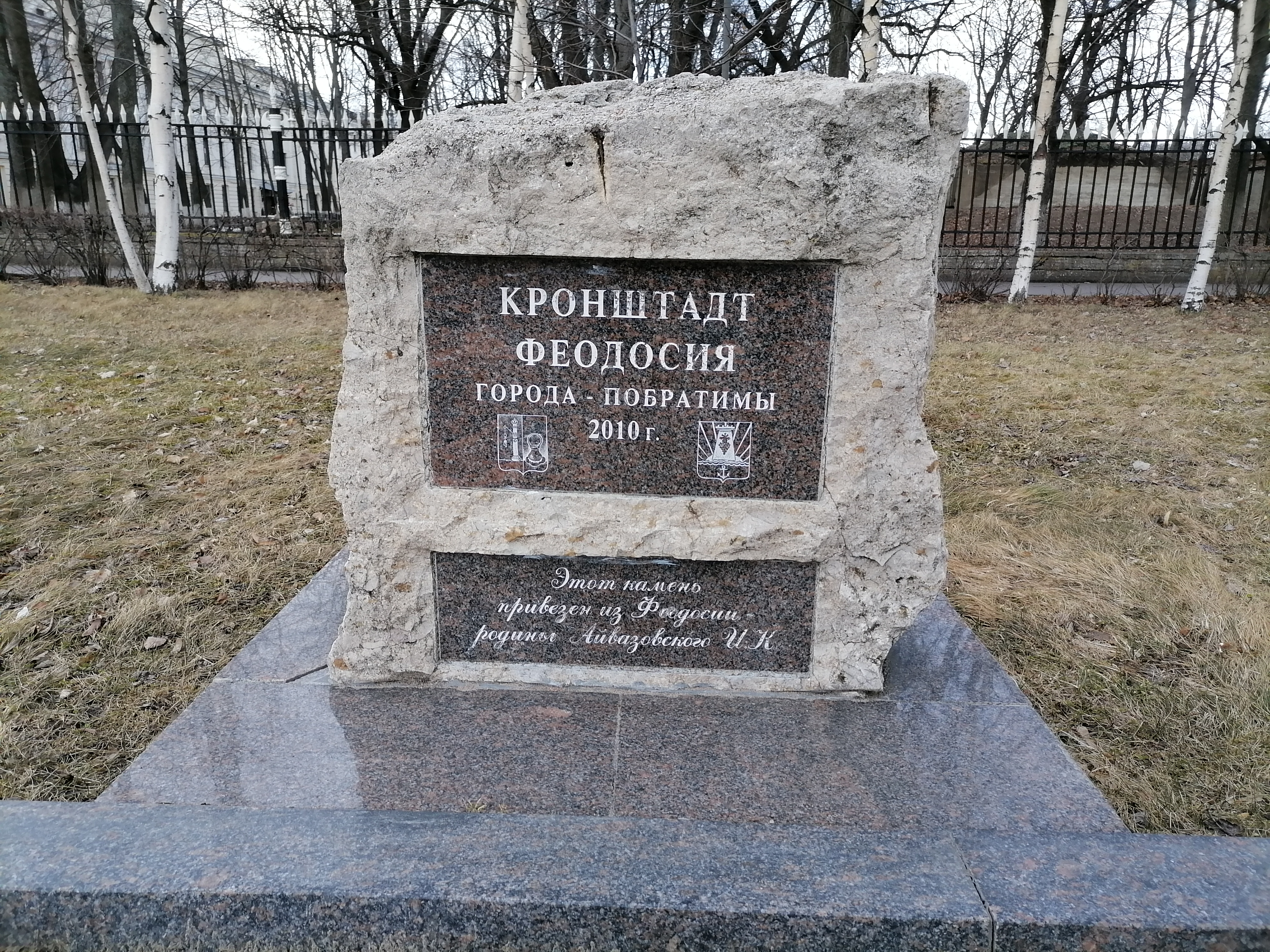
Памятный камень, посвящённый началу побратимских отношений Кронштадта с городом Феодосия. 2010 год

Список городов-побратимов Кронштадта. В скобках указан год подписания соглашения о сотрудничестве.
- Дербент, Дагестан, Россия (2001)
- Зеленодольск, Татарстан, Россия (1997)
- Котка, Финляндия (1993)
- Мюльхаузен, Тюрингия, Германия (1995)
- Нафплион, Греция (2008)
- Новочеркасск, Ростовская область, Россия (2004)
- Норборг, Дания (1998)
- Укселёсунд, Швеция (1995)
- Осиповичи, Белоруссия (1998)
- Пила, Польша (1993)
- Госики, Япония (2001), с 2006 — Сумото
- Тулон, Франция (1997)
- Мессина, Италия (2011)
- Феодосия, Россия/Украина[84] (2010)
- Севастополь, Россия/Украина[84] (2013)
- Леон, Никарагуа (2021)[85]

## Кронштадт в искусстве

### В изобразительном искусстве
Картины:
- «Большой рейд в Кронштадте» была написана Иваном Константиновичем Айвазовским в 1836 году.
- «Кронштадтский рейд». Написана Иваном Константиновичем Айвазовским в 1840 году.
- «Кронштадт. Форт Император Александр I». Написана Иваном Константиновичем Айвазовским в 1844 году.
- «Кронштадт» (акварель). Написал Луиджи Премацци.
- «Кронштадт. Санкт-Петербургские ворота». Акварель Луиджи Премацци (1851).
- «Встреча германского императора Вильгельма I на Большом Кронштадтском рейде 7 июля 1882 года» (1888). Автор — Александр Карлович Беггров.
- «Гонки яхт „Держава“ и „Александрия“ на Малом Кронштадтском рейде» (1880). Автор — Александр Карлович Беггров.
- «Наводнение в Кронштадтской гавани в 1824 г.». Написал Алексей Петрович Боголюбов.
- «Кронштадтская военная гавань после наводнения». 1850 год. Автор — Алексей Петрович Боголюбов.
- «Кронштадтский рейд с кораблями вечером». 1855 год. Написана Алексеем Петровичем Боголюбовым.
- «Вид Кронштадтского рейда». Русский художник Лев Феликсович Лагорио написал её в 1876 году.
- «Пожар судов в Кронштадте» (1880-е гг.). Написал русский художник Алексей Петрович Боголюбов.

### В кино
Фильмы:
- «Мы из Кронштадта» (1936)
- «Мичман Панин» (1960)
- «Порох» (1985)
- «Секретный фарватер» (1986)
- «Буратино и солнце»
- «Остров сокровищ»
- «Меченосец»
- «Упырь»
- «Адмиралъ»
- «Кочегар»
- «Гадкие лебеди»
- «Космос как предчувствие»
- «Кронштадт 1921» (мини-сериал)

### В музыке
Песни:
- «Над Кронштадтом туман». Слова: Сергей Беликов[уточнить]. Музыка: Владимир Дмитриев. Исполнитель: Гертруда Юхина
- «Кронштадский вальс». Исполняет группа «Кронштадт»
- «Мы из Кронштадта» за авторством группы «Чёрный Лукич»
- Также упоминается в песне «Там, за туманами» группы «Любэ» (Ждёт Севастополь, ждёт Камчатка, ждёт Кронштадт — верит и ждёт земля родных своих ребят)

## Факты

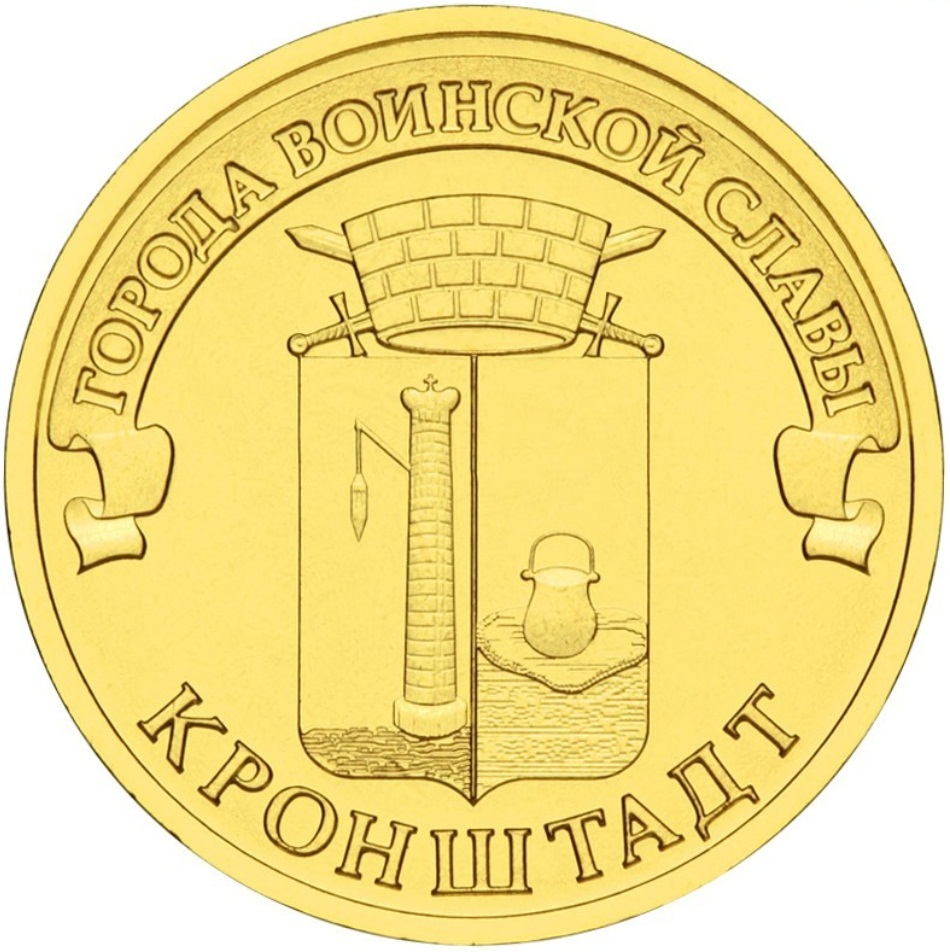
Памятная монета Банка России номиналом 10 рублей (2013) из серии «Города воинской славы»

- В городе сохранилась единственная в мире кольцевая чугунная мостовая.
- Когда Юрию Гагарину показали знаменитый мерный пост с футштоком, уровень которого принят за нулевой уровень моря, он воскликнул: «Теперь я знаю, где находится пуп Земли!»
- В Кронштадте была укомплектована и отправлена 41 кругосветная экспедиция, а экипажами кораблей, закреплённых за Кронштадтом, было сделано 56 крупных географических открытий.
- До конца 1980-х годов на острове существовала разветвлённая сеть крепостной железной дороги, которая связывала форты со складами боеприпасов, портом и Морским заводом. В период Великой Отечественной войны в Кронштадте был сформирован бронепоезд.
- Выпущено несколько монет, посвящённых Кронштадту:

1. 1981 год: 200 рублей СССР (пробная серия)[86][87].
2. 2003 год: 1000 рублей (золото)[88][89][90].
3. 2009 год: монета сувенирная[91][92].
4. 2013 год: 10 рублей Кронштадт (ГВС)[93].
5. 2013 год: 3 рубля Никольский Морской собор (серебро).
6. 2013 год: Монета 1 1/2 рубля сувенирная[94][95].

## Фотогалерея

Достопримечательности Кронштадта
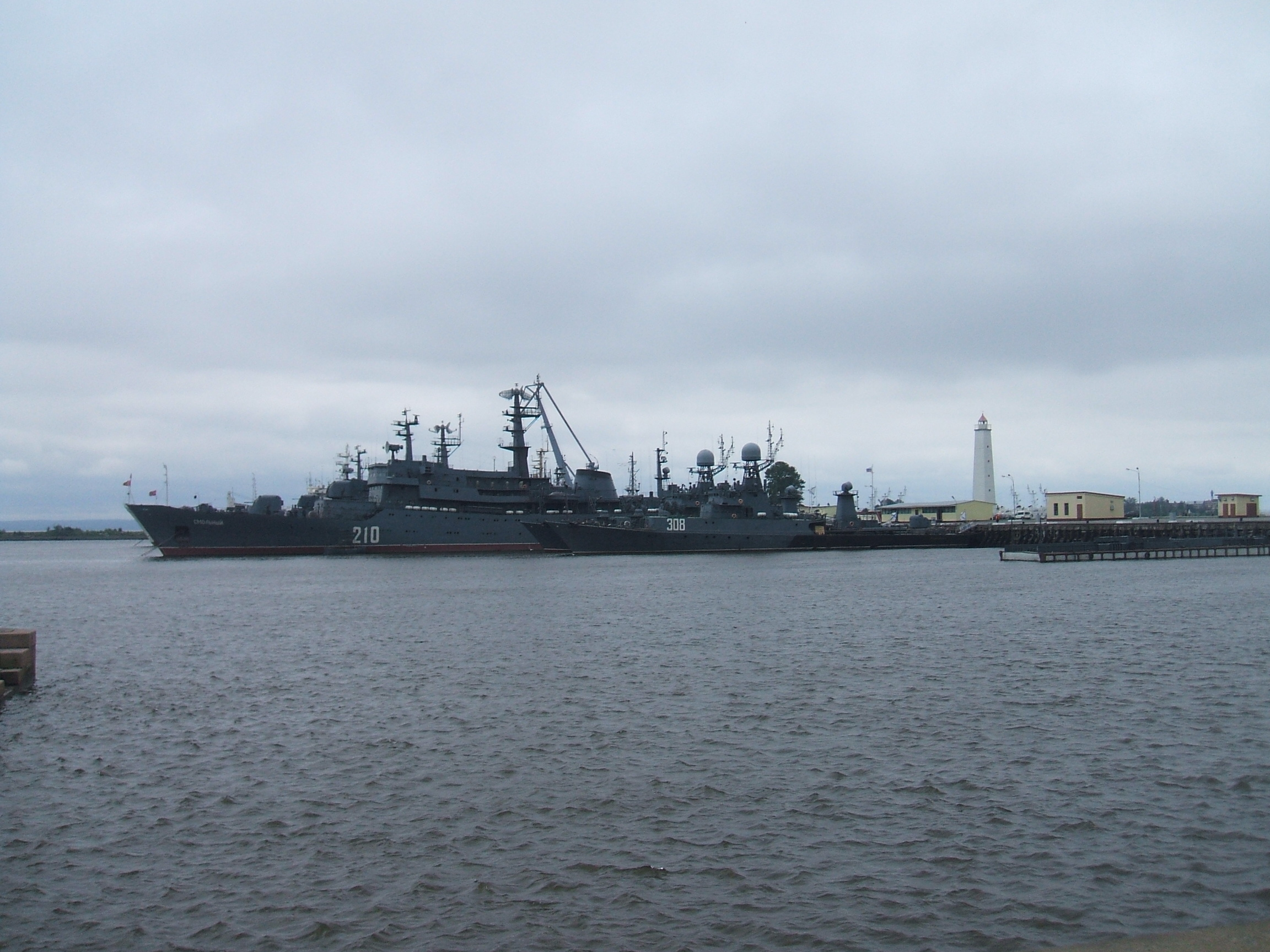
ВМБ
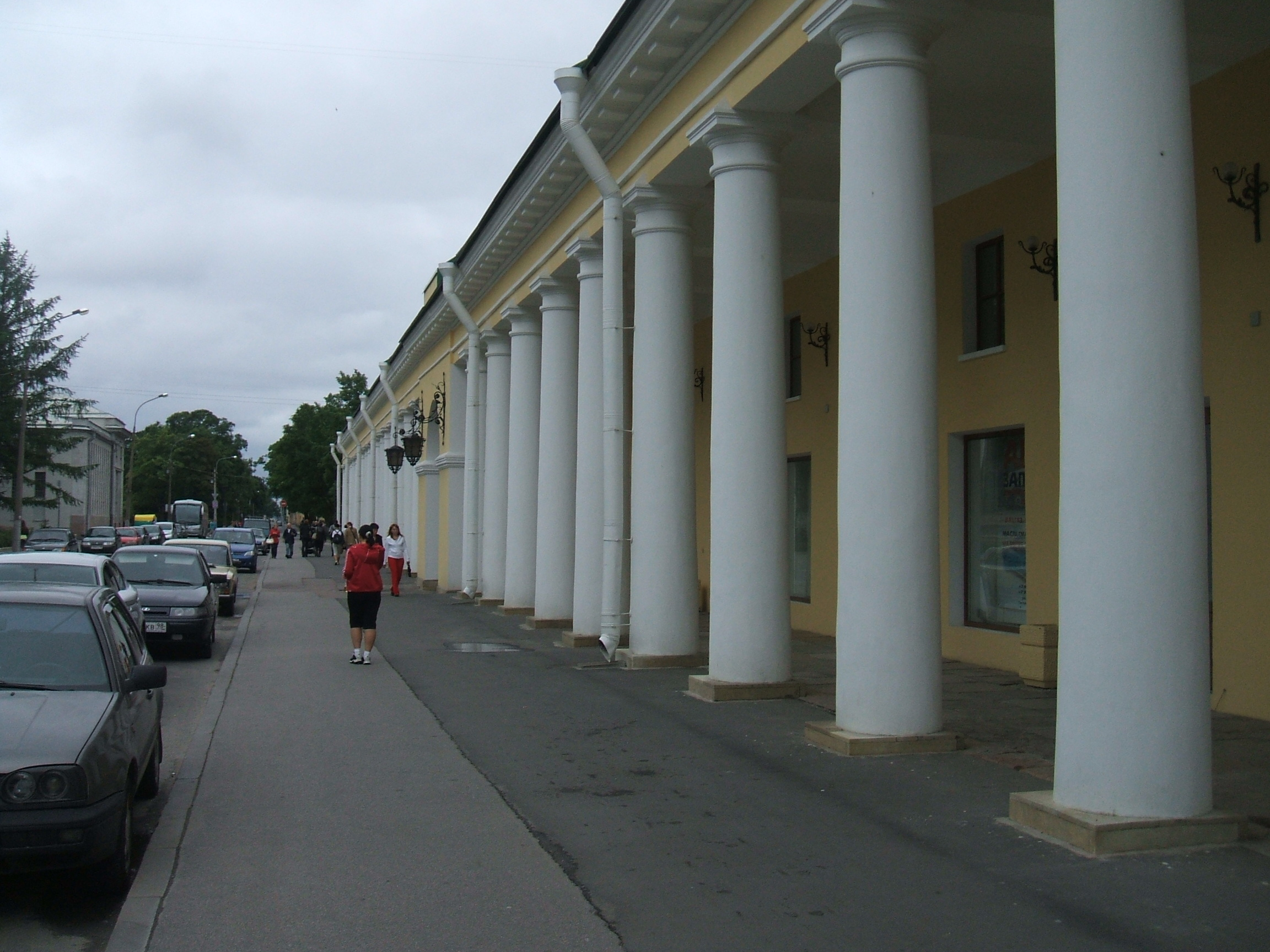
Гостиный двор
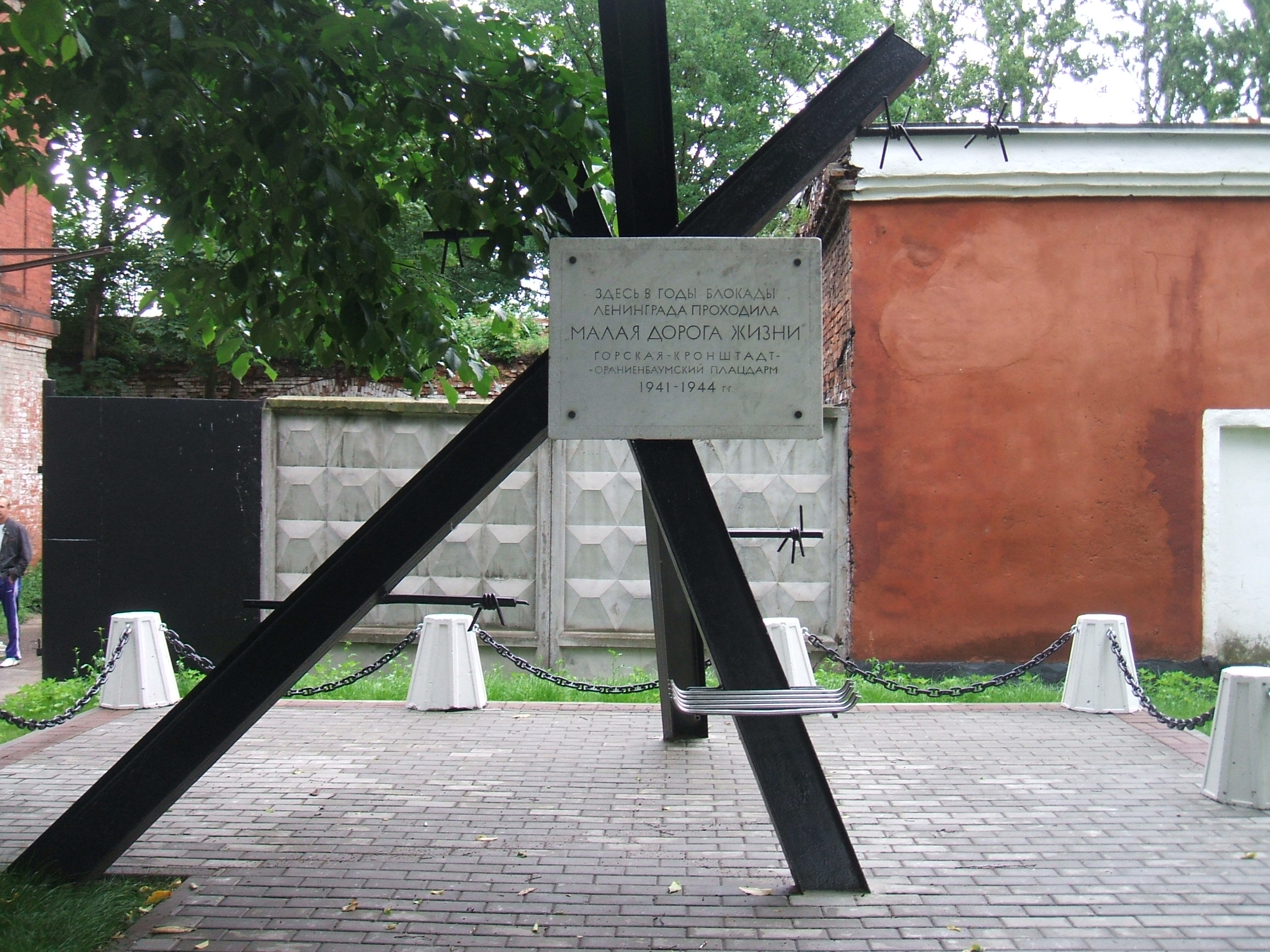
Малая дорога жизни
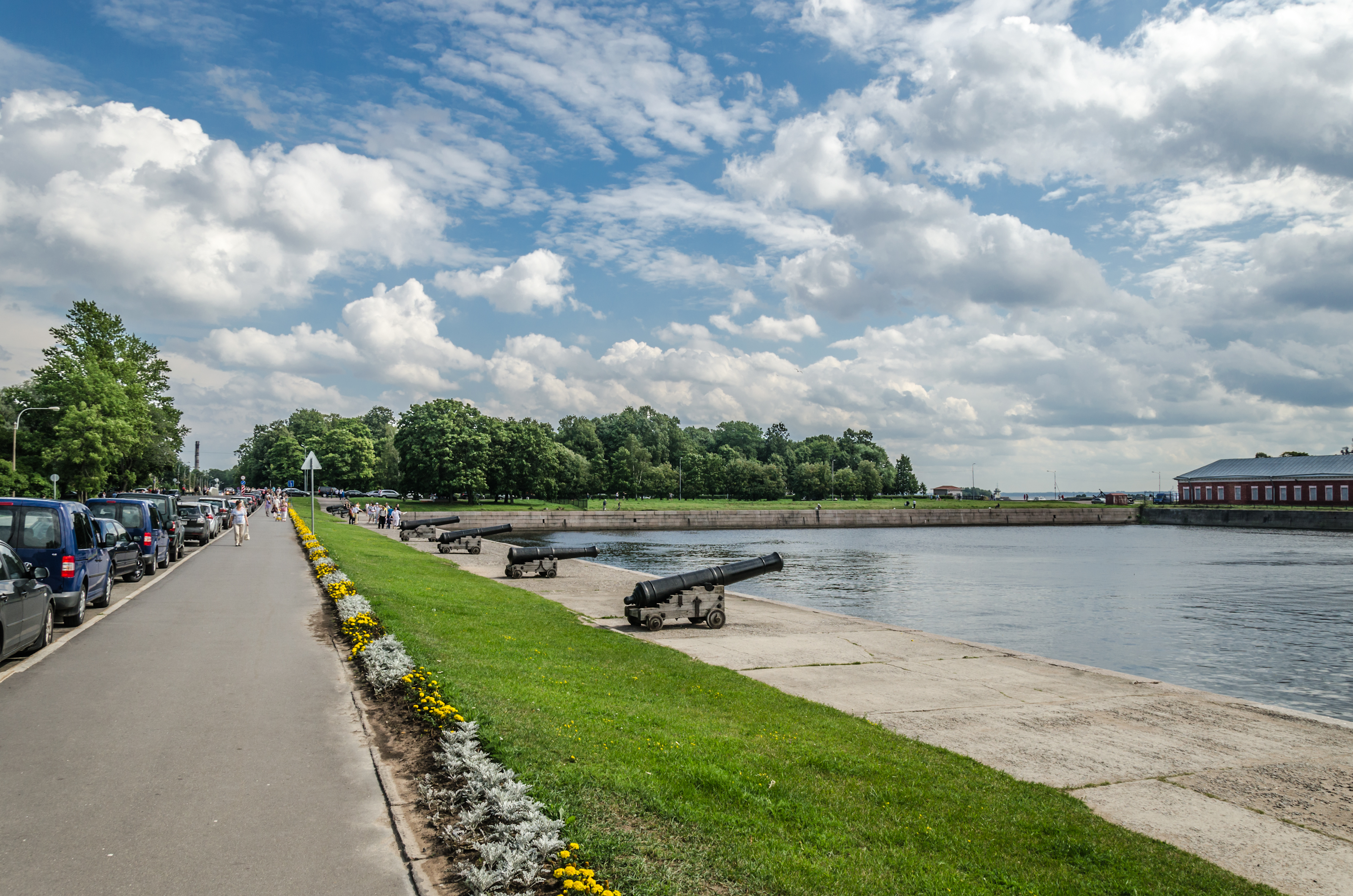
Итальянский пруд
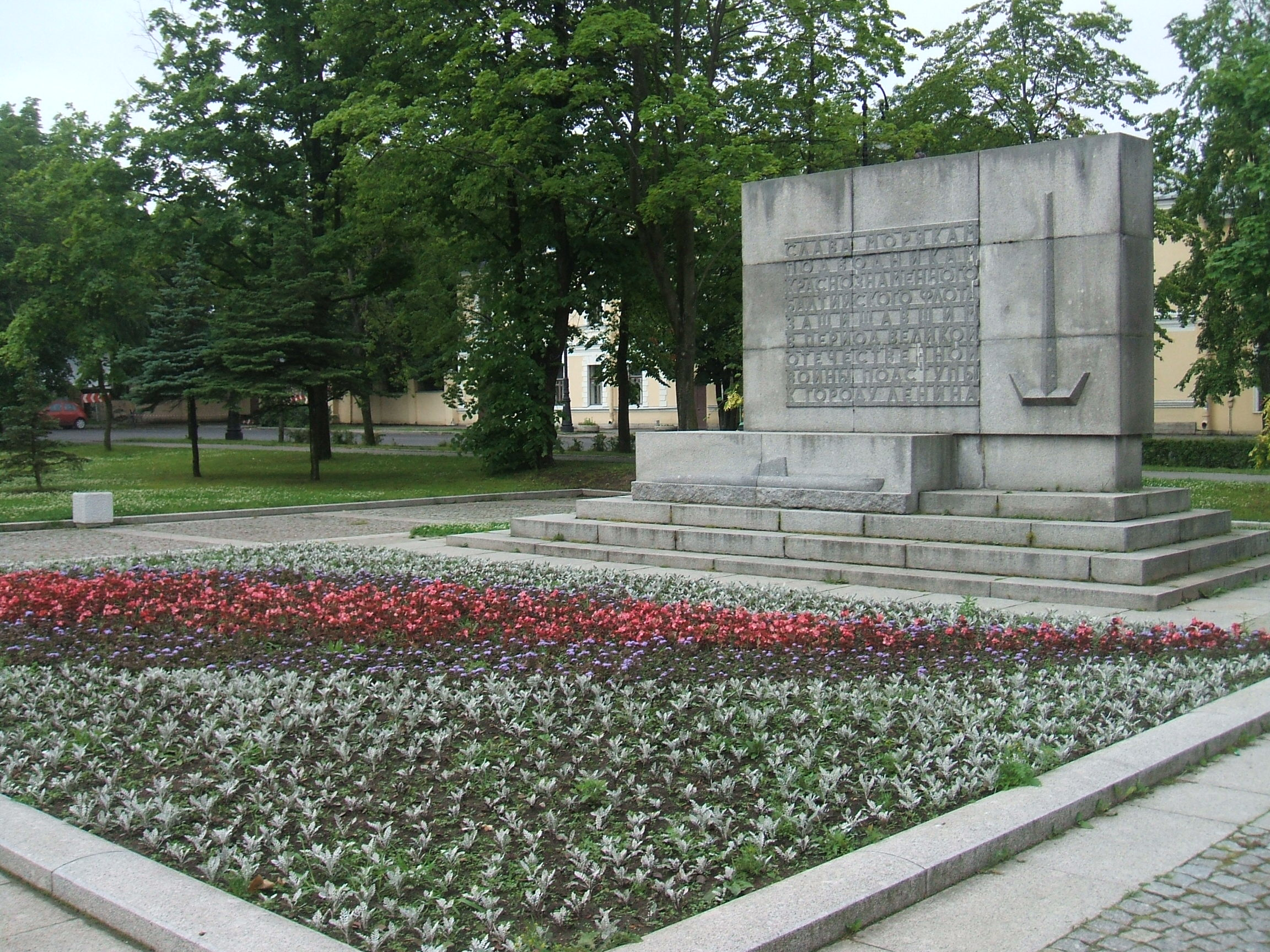
Памятник подводникам ВОВ
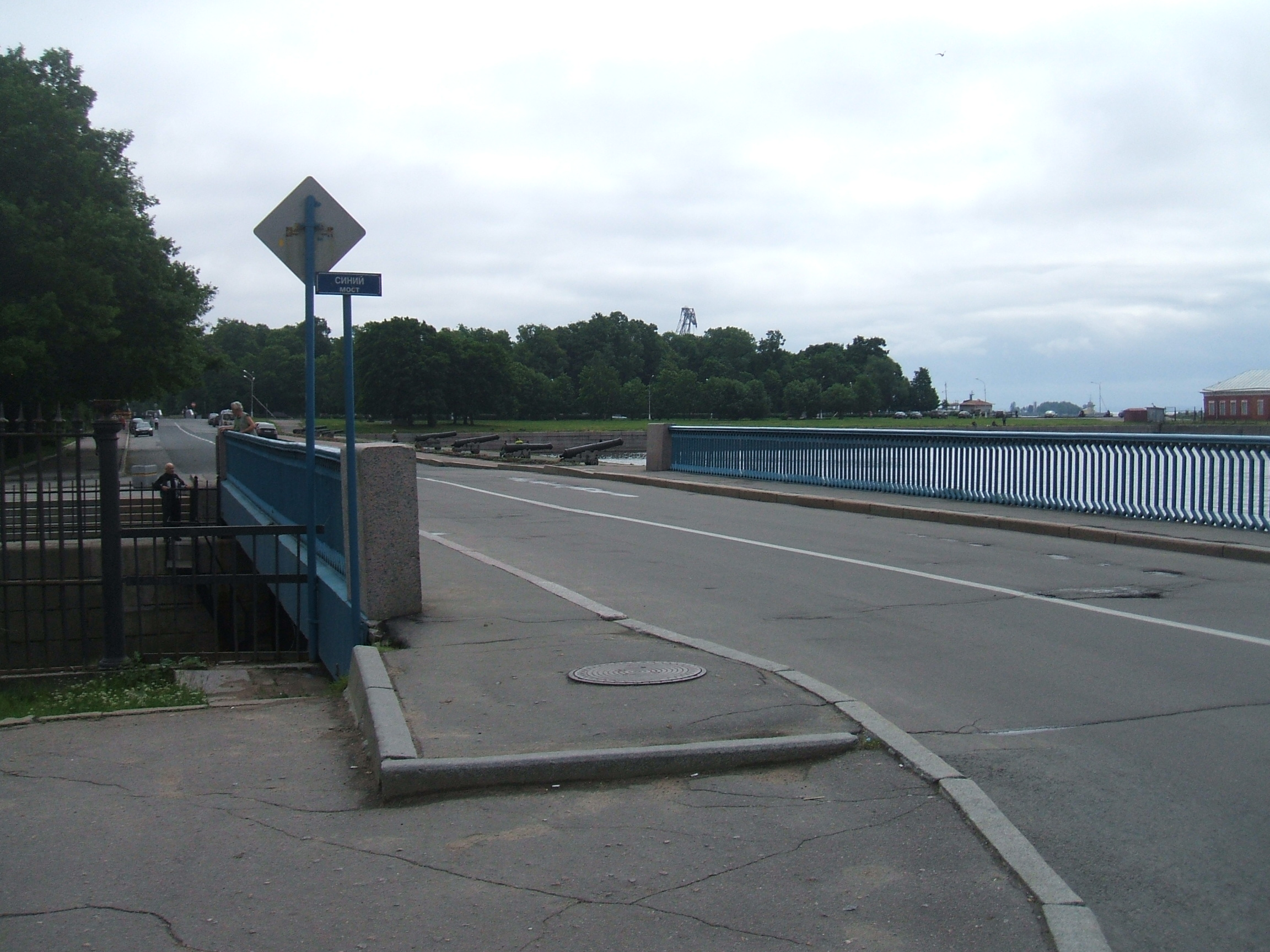
Синий мост
Памятник дружбы с Японией
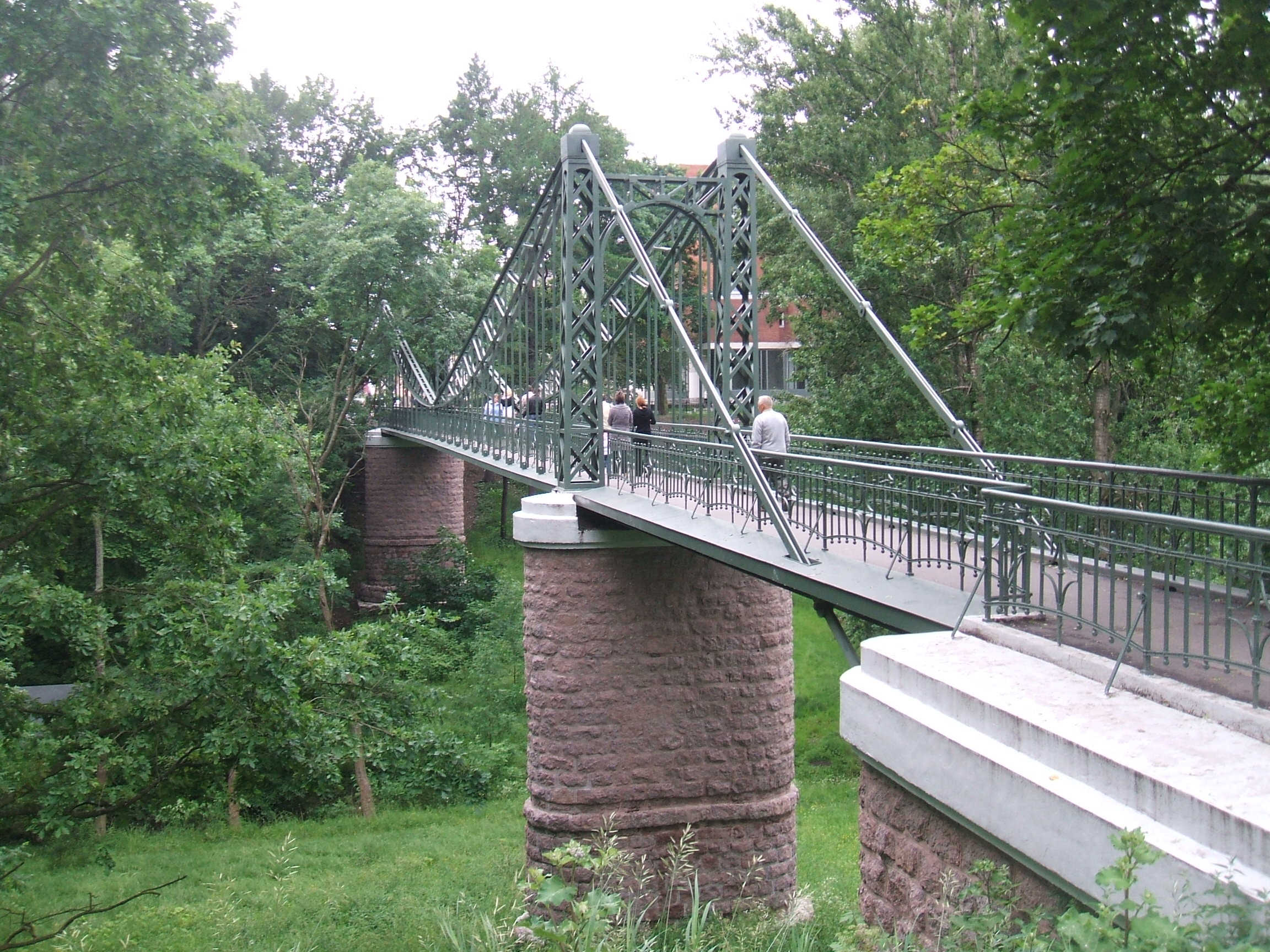
Макаровский мост
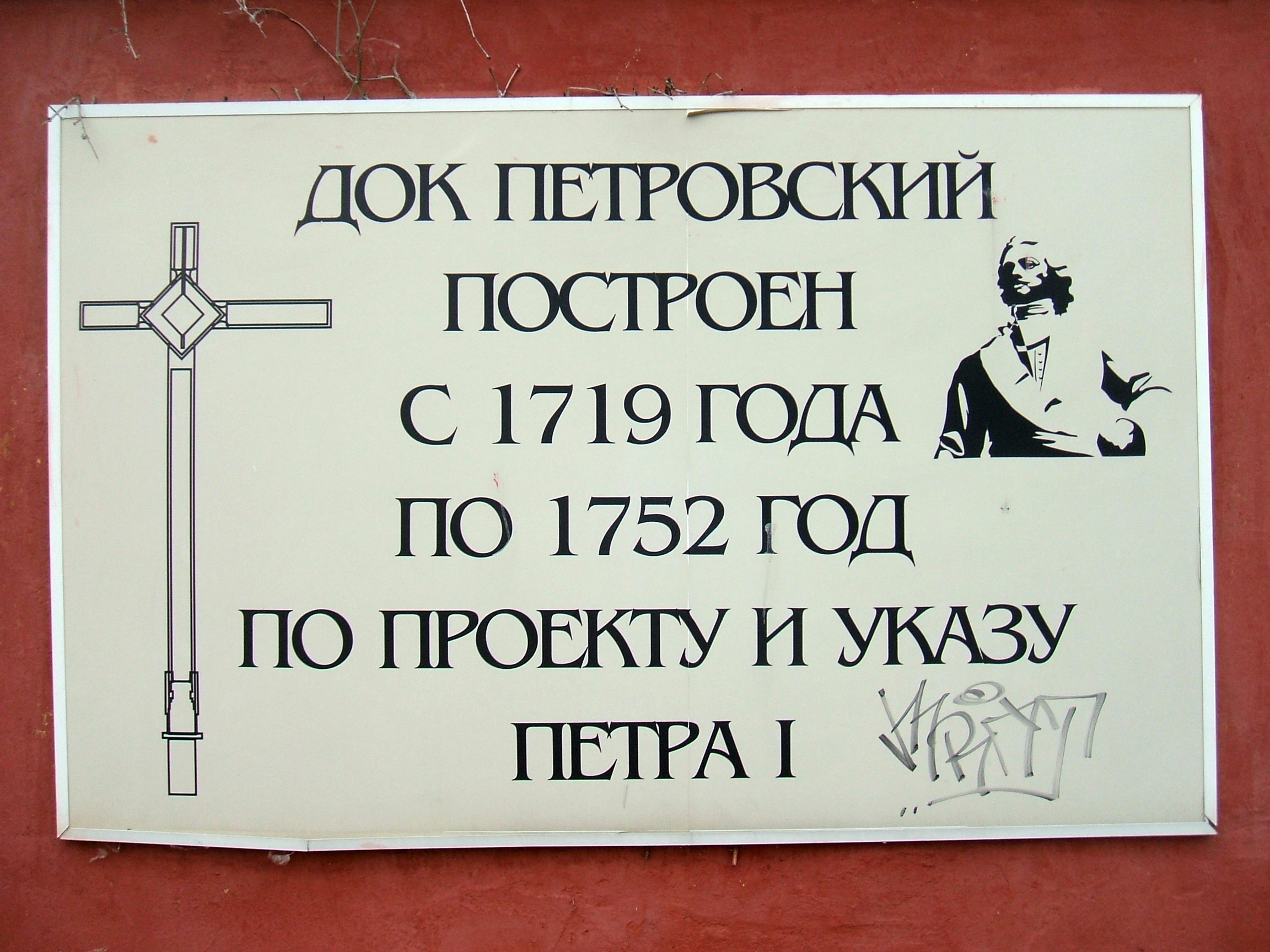
Памятная табличка Петровского дока
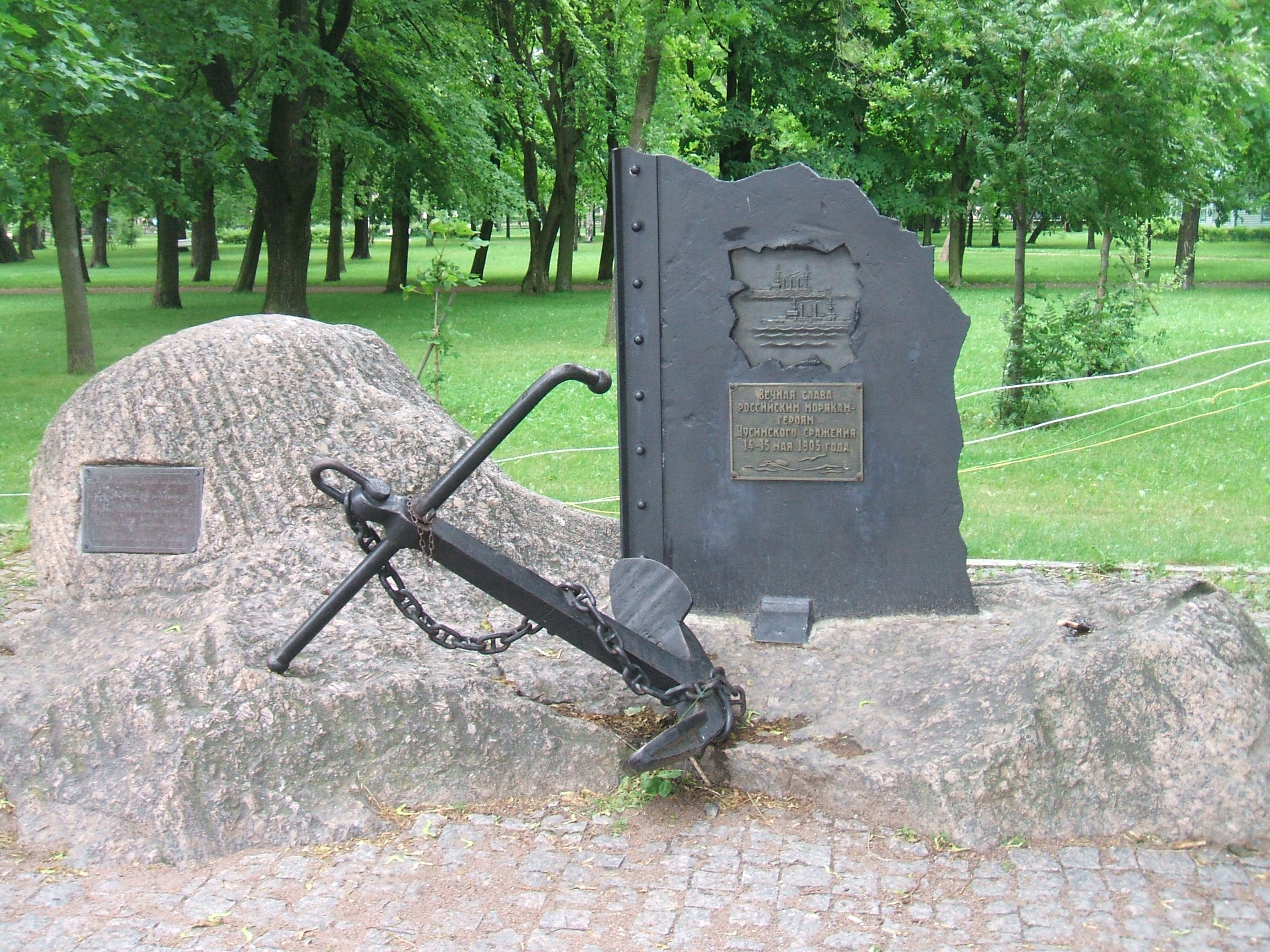
Памятник Цусимскому сражению
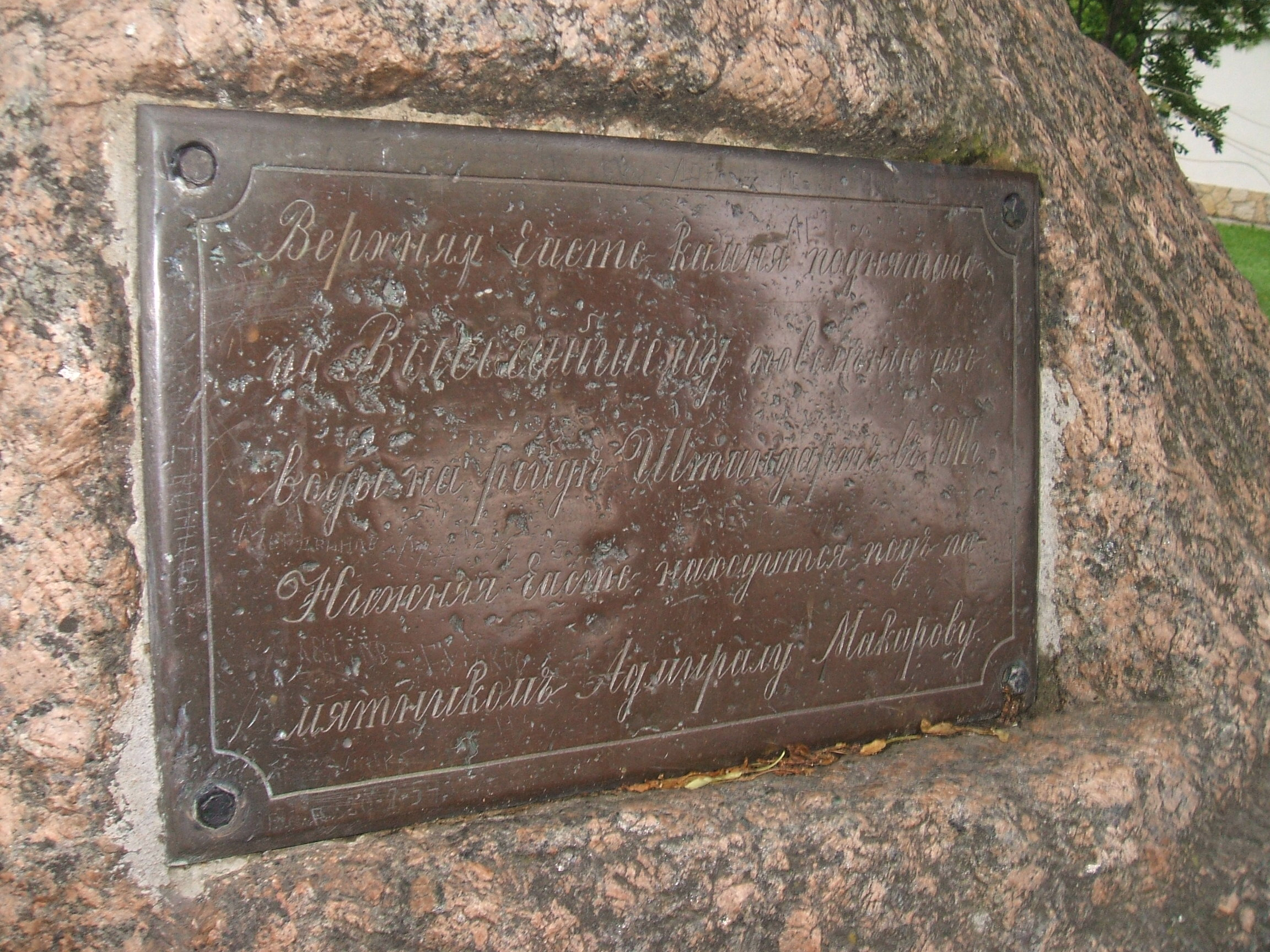
Надпись на памятнике Цусиме
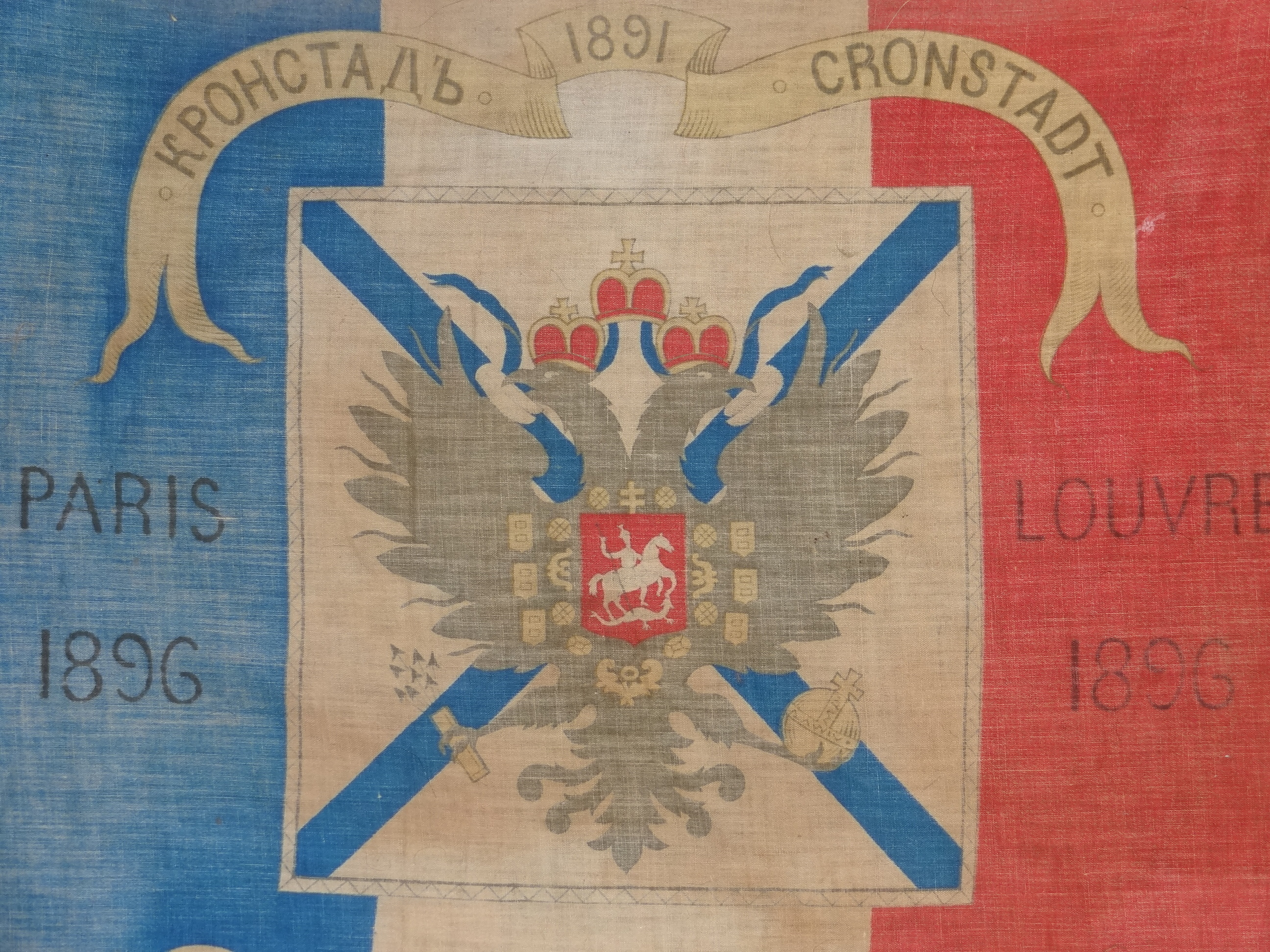
Памятный морской флаг франко-русского союза
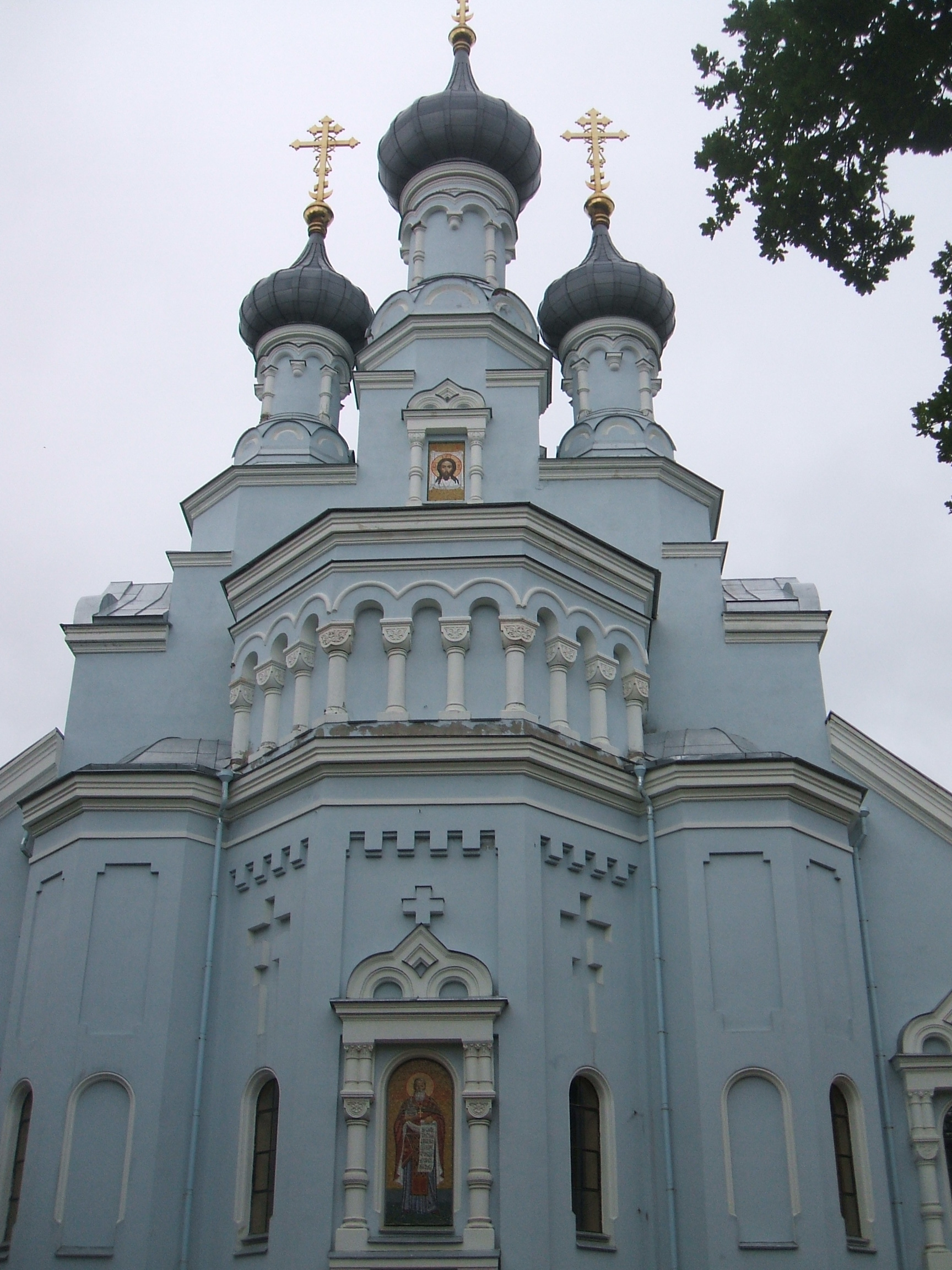
Храм Владимирской иконы Божией Матери
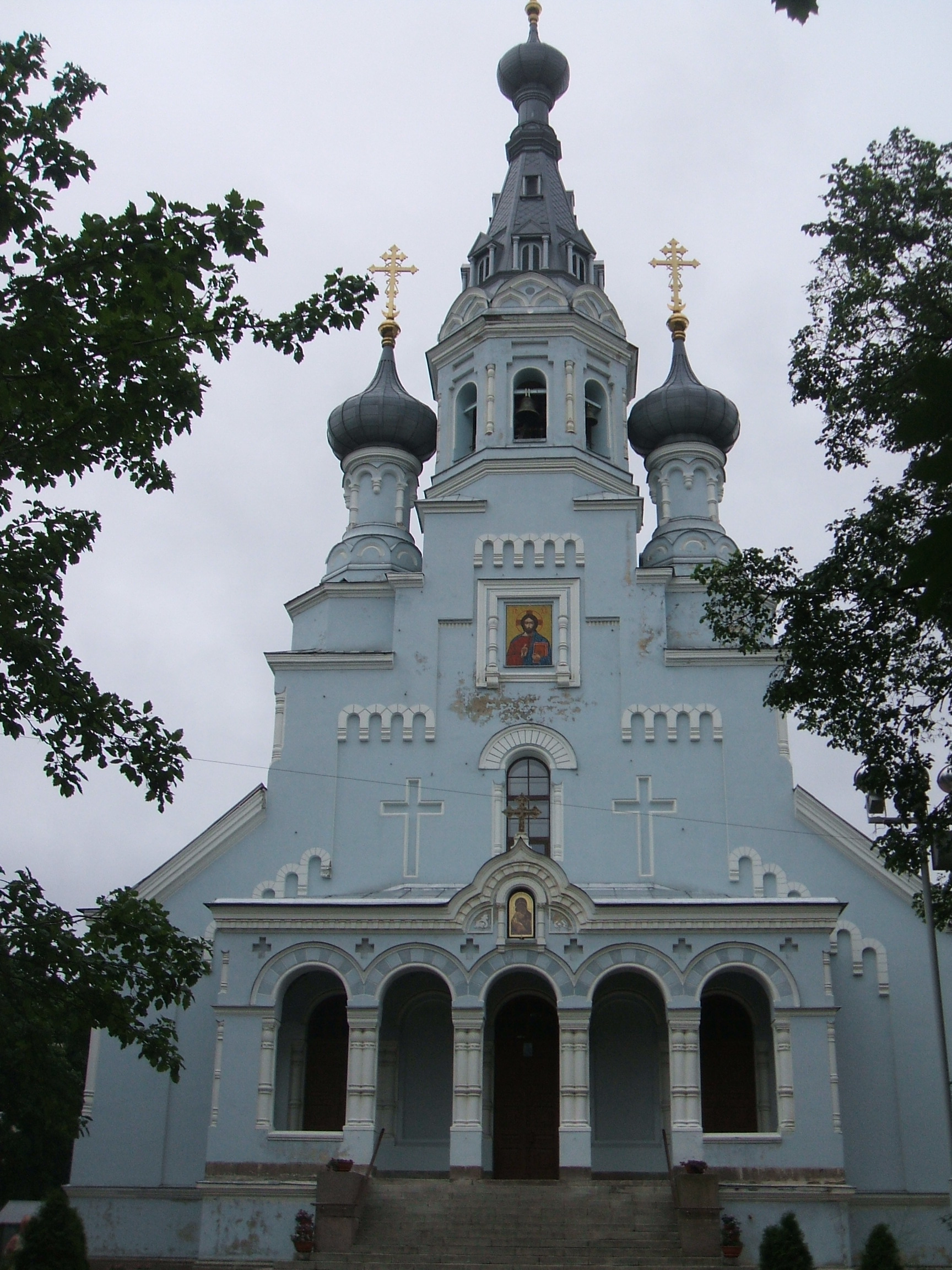
Храм Владимирской иконы Божией Матери
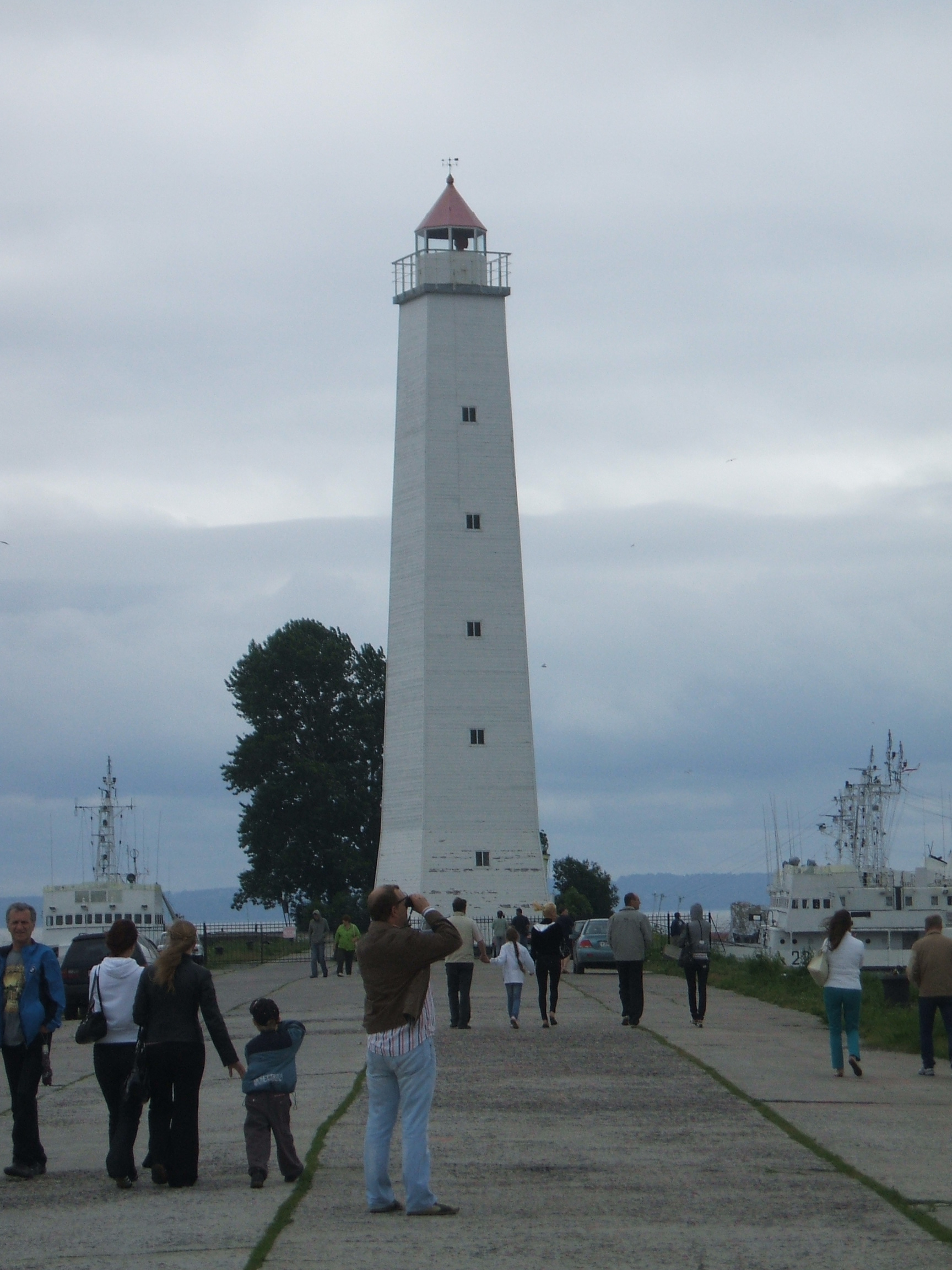
Кронштадтский маяк
Памятник художнику И. К. Айвазовскому
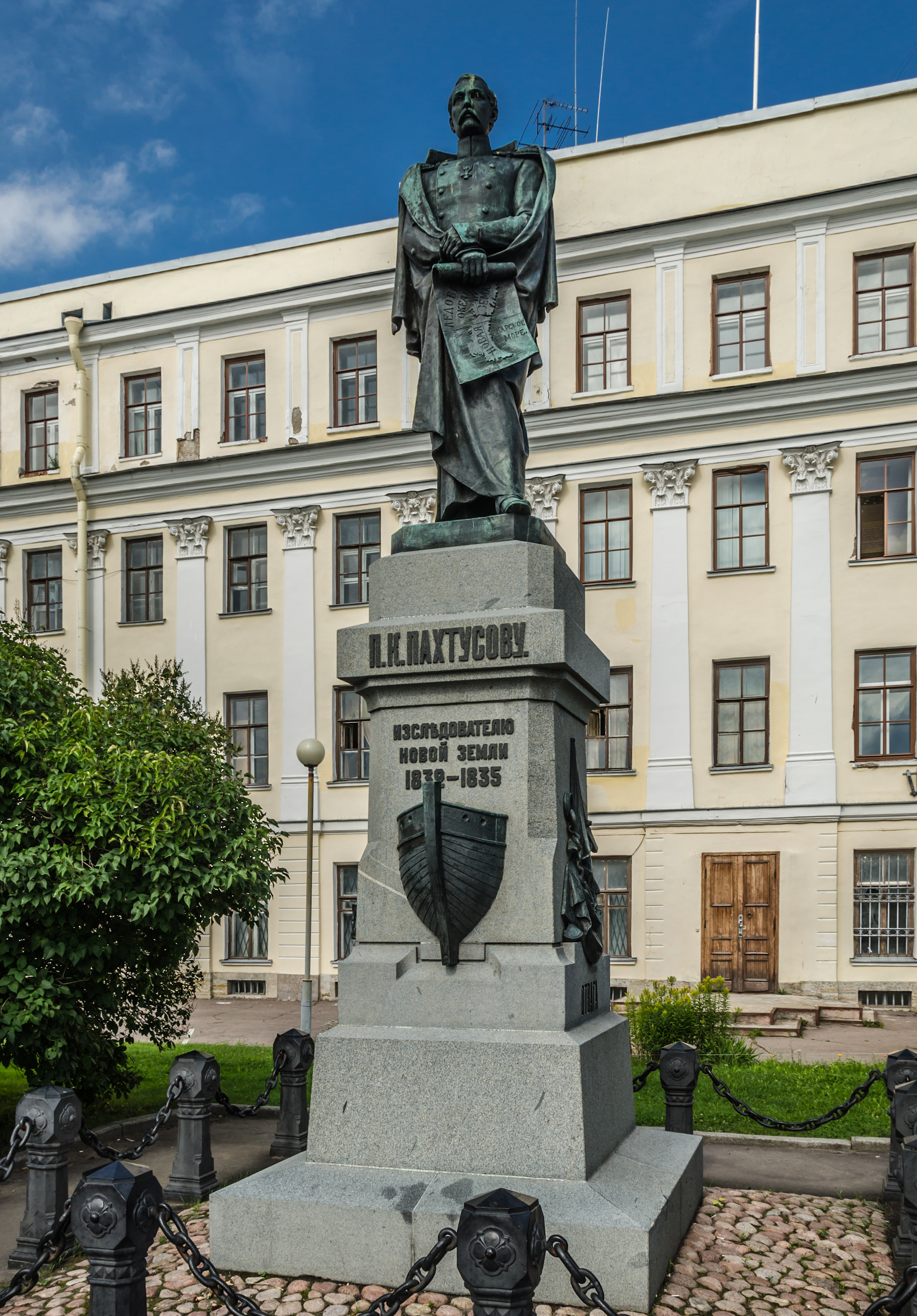
Памятник русскому мореплавателю П. К. Пахтусову
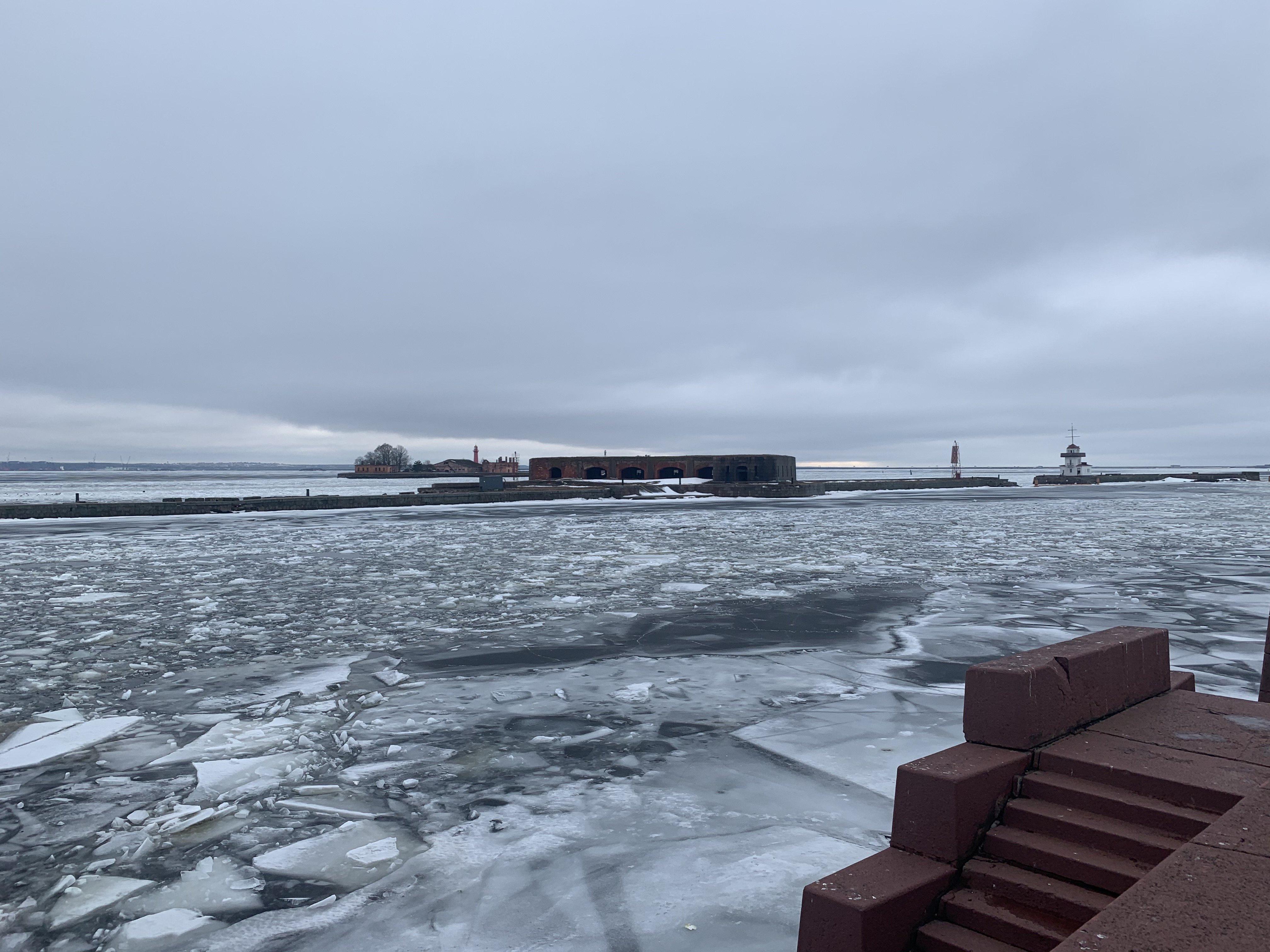
Батарея «Князь Меншиков»
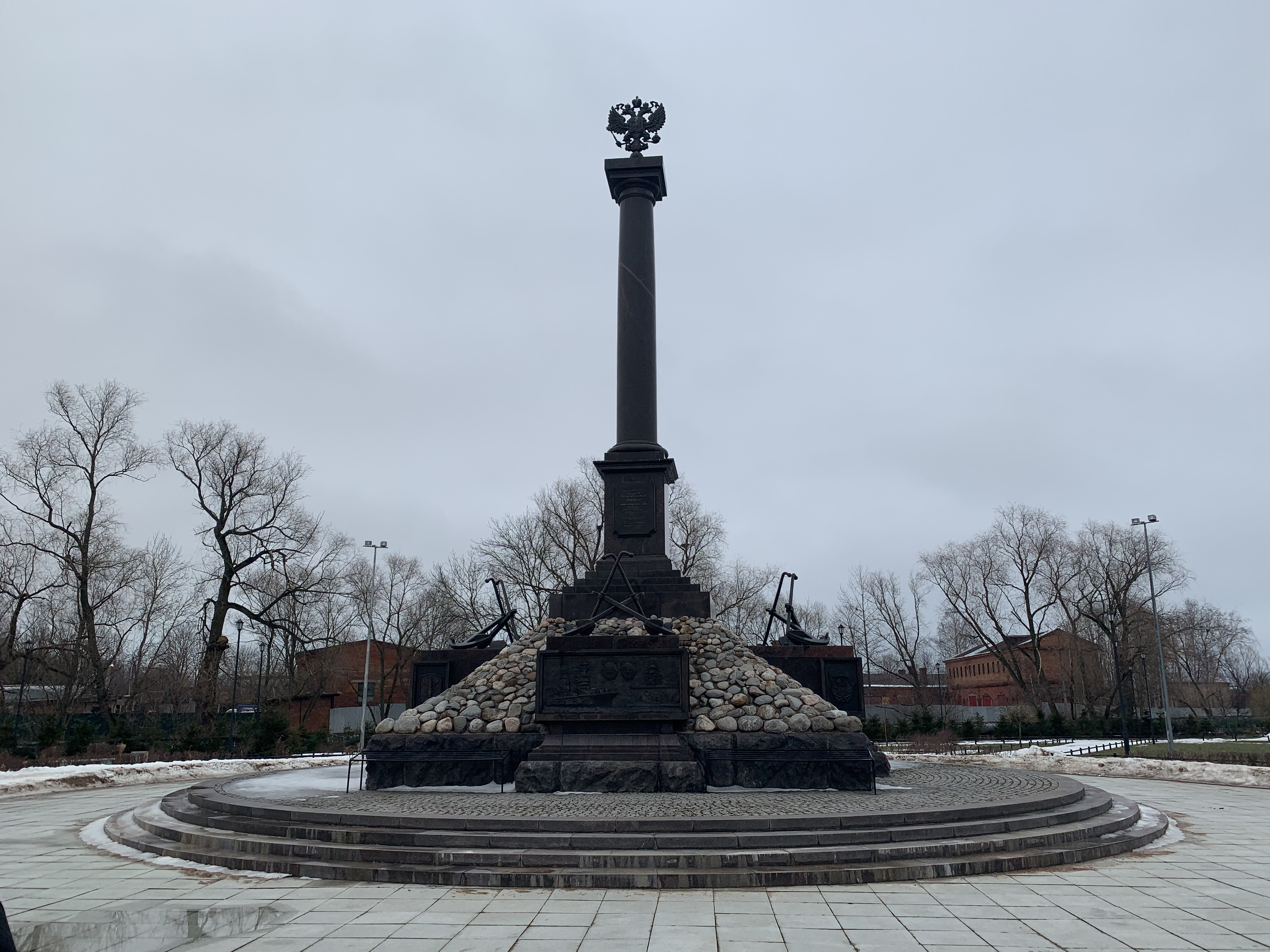
Стела «Город воинской славы»
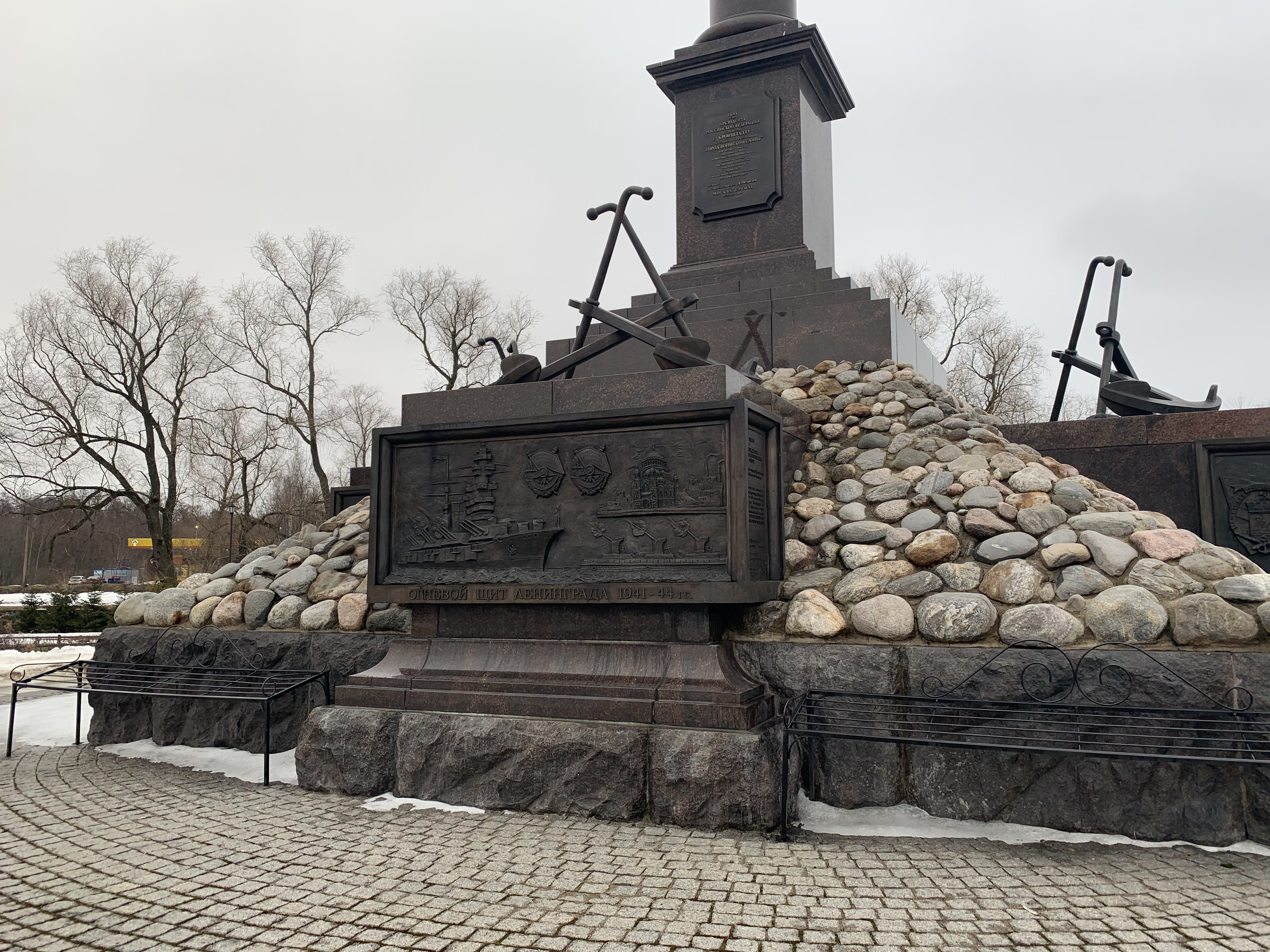
Стела «Город воинской славы»
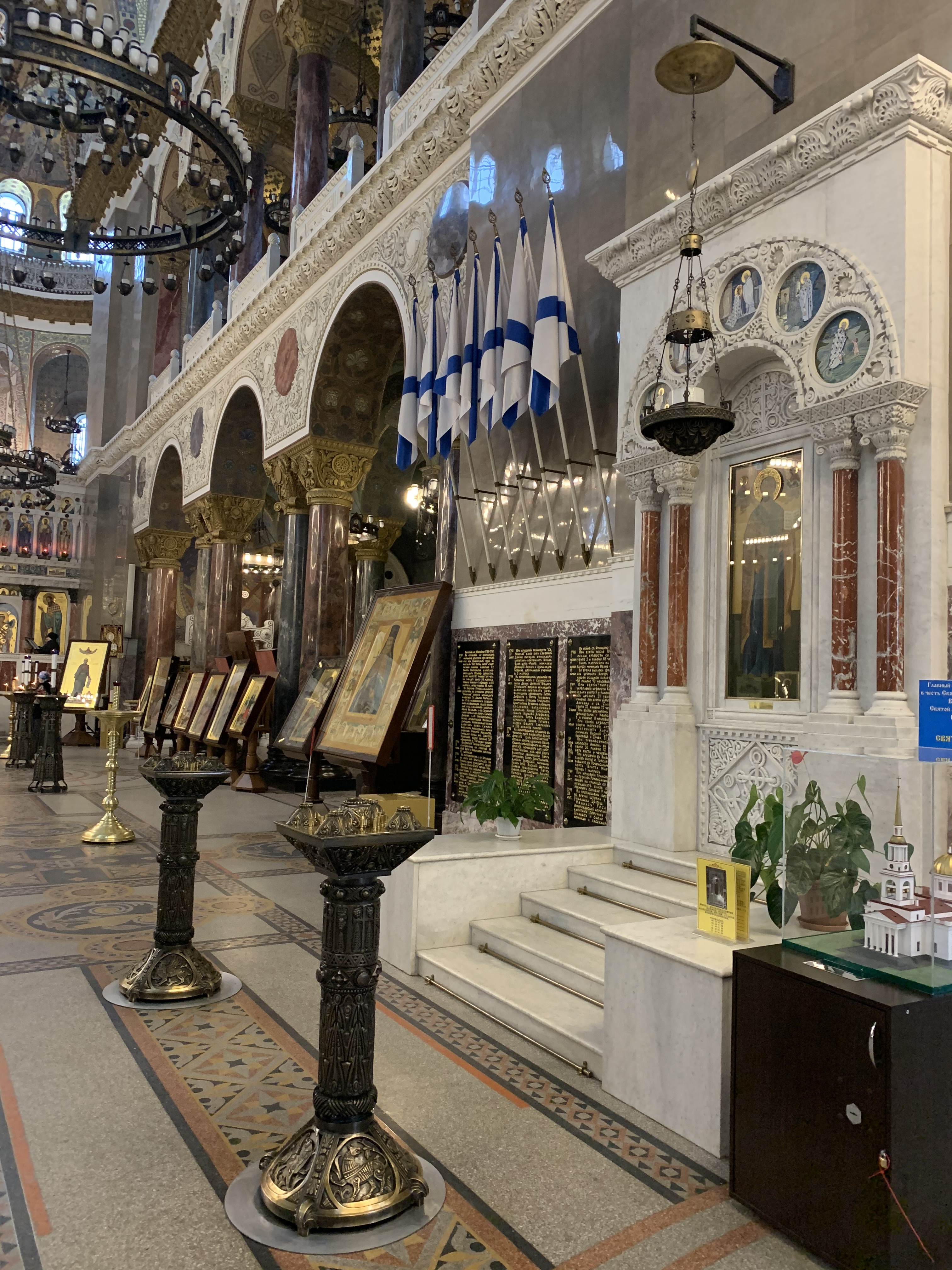
В Морском Никольском соборе
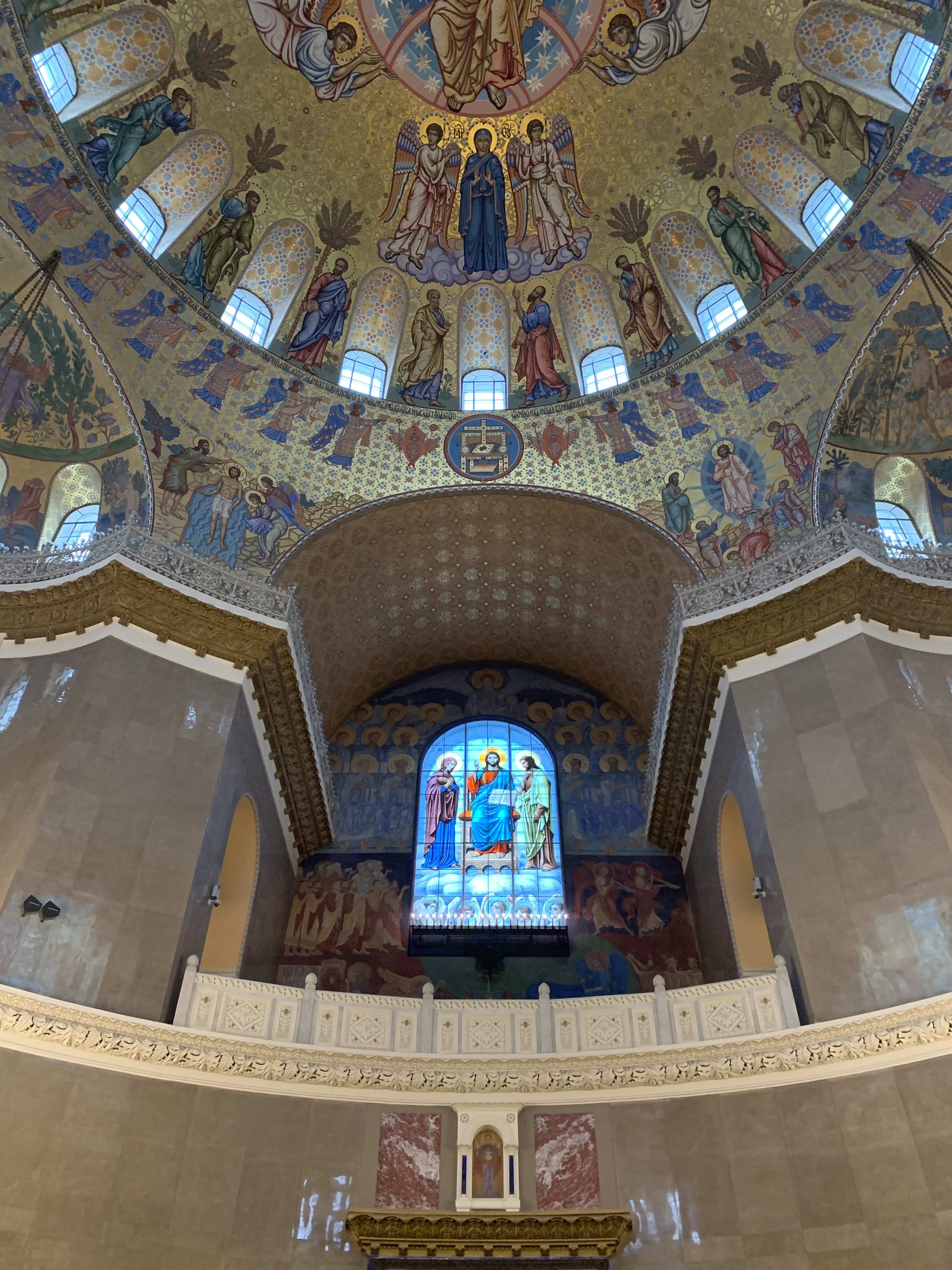
В Морском Никольском соборе
Памятник адмиралу Фёдору Ушакову возле Морского Никольского собора